# Vịnh Hạ Long
Vịnh Hạ Long là một vịnh nhỏ thuộc phần bờ tây vịnh Bắc Bộ tại khu vực biển Đông Bắc Việt Nam, bao gồm vùng biển đảo của thành phố Hạ Long thuộc tỉnh Quảng Ninh.
Là trung tâm của một khu vực rộng lớn có những yếu tố ít nhiều tương đồng về địa chất, địa mạo, cảnh quan, khí hậu và văn hóa, với vịnh Bái Tử Long phía Đông Bắc và quần đảo Cát Bà phía Tây Nam, vịnh Hạ Long giới hạn trong diện tích khoảng 1.553 km² bao gồm 1.969 hòn đảo lớn nhỏ, phần lớn là đảo đá vôi, trong đó vùng lõi của vịnh có diện tích 335 km² quần tụ dày đặc 775 hòn đảo. Lịch sử kiến tạo địa chất đá vôi của vịnh đã trải qua khoảng 500 triệu năm với những hoàn cảnh cổ địa lý rất khác nhau; và quá trình tiến hóa karst đầy đủ trải qua trên 20 triệu năm với sự kết hợp các yếu tố như tầng đá vôi dày, khí hậu nóng ẩm và tiến trình nâng kiến tạo chậm chạp trên tổng thể. Sự kết hợp của môi trường, khí hậu, địa chất, địa mạo, đã khiến vịnh Hạ Long trở thành quần tụ của đa dạng sinh học bao gồm hệ sinh thái rừng kín thường xanh mưa ẩm nhiệt đới và hệ sinh thái biển và ven bờ với nhiều tiểu hệ sinh thái. 17 loài thực vật đặc hữu và khoảng 60 loài động vật đặc hữu đã được phát hiện trong số hàng ngàn động, thực vật quần cư tại vịnh.
Những kết quả nghiên cứu, thám sát khảo cổ học và văn hóa học cho thấy sự hiện diện của những cư dân tiền sử trên vùng vịnh Hạ Long từ khá sớm, đã tạo lập những hình thái văn hóa cổ đại tiếp nối nhau bao gồm văn hóa Soi Nhụ trong khoảng 18.000-7.000 năm trước Công Nguyên, văn hóa Cái Bèo trong 7.000-5.000 năm trước Công Nguyên và văn hóa Hạ Long cách ngày nay khoảng từ 3.500-5.000 năm. Tiến trình dựng nước và truyền thống giữ nước của dân tộc Việt Nam, trong suốt hành trình lịch sử, cũng khẳng định vị trí tiền tiêu và vị thế văn hóa của vịnh Hạ Long qua những địa danh mà tên gọi gắn với điển tích còn lưu truyền đến nay, như núi Bài Thơ, hang Đầu Gỗ, Bãi Cháy v.v. Hiện nay, vịnh Hạ Long là một khu vực phát triển năng động nhờ những điều kiện và lợi thế sẵn có như có một tiềm năng lớn về du lịch, nghiên cứu khoa học, nuôi trồng, đánh bắt thủy sản, giao thông thủy đối với khu vực vùng biển Đông Bắc Việt Nam nói riêng và miền Bắc Việt Nam nói chung.
Từ hơn 500 năm về trước trong bài thơ Lộ nhập Vân Đồn, Nguyễn Trãi đã lần đầu tiên ca ngợi vịnh Hạ Long là "kỳ quan đá dựng giữa trời cao". Năm 1962 Bộ Văn hóa - Thông tin (Việt Nam) đã xếp hạng vịnh Hạ Long là di tích danh thắng cấp quốc gia đồng thời quy hoạch vùng bảo vệ. Năm 1994 vùng lõi của vịnh Hạ Long được UNESCO công nhận là Di sản Thiên nhiên Thế giới với giá trị thẩm mỹ (tiêu chuẩn vii), và được tái công nhận lần thứ 2 với giá trị ngoại hạng toàn cầu về địa chất-địa mạo (tiêu chuẩn viii) vào năm 2000. Cùng với vịnh Nha Trang và vịnh Lăng Cô của Việt Nam, vịnh Hạ Long là một trong số 29 vịnh được Câu lạc bộ những vịnh đẹp nhất thế giới xếp hạng và chính thức công nhận vào tháng 7 năm 2003.
Vịnh Hạ Long cùng với đảo Cát Bà tạo thành một trong 21 khu du lịch quốc gia đầu tiên ở Việt Nam. Năm 2015, Cục Di sản văn hóa đã công bố về số lượng khách tham quan vịnh Hạ Long là trên 2,5 triệu lượt khách.

## Truyền thuyết về vịnh Hạ Long

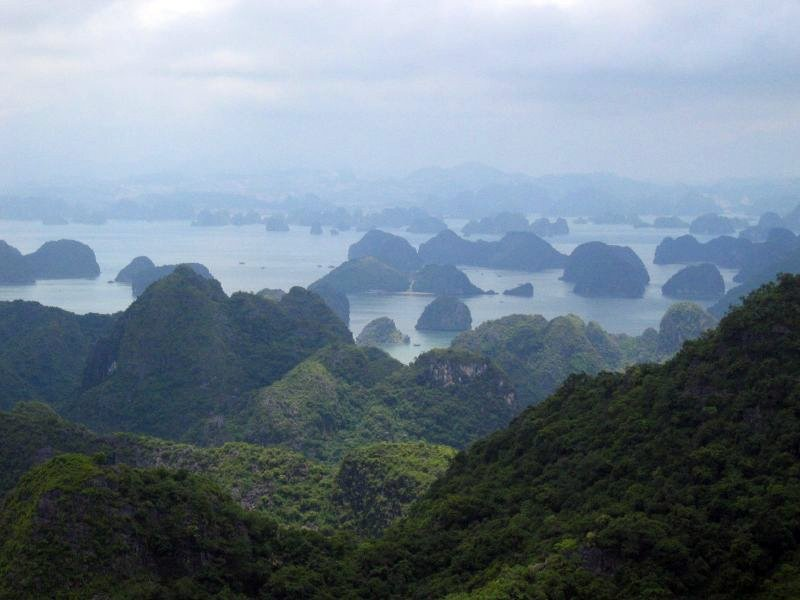
Hình ảnh vịnh Hạ Long với muôn vàn hòn đảo được ví như vô số châu ngọc đàn rồng phun ra

Vịnh Hạ Long có từ xa xưa do những kiến tạo địa chất. Tuy nhiên, trong tâm thức của người Việt từ thời tiền sử với trí tưởng tượng dân gian và ý niệm về cội nguồn con Rồng cháu Tiên, một số truyền thuyết cho rằng khi người Việt mới lập nước đã bị giặc ngoại xâm, Ngọc Hoàng sai Rồng Mẹ mang theo một đàn Rồng Con xuống hạ giới giúp người Việt đánh giặc. Thuyền giặc từ ngoài biển ào ạt tiến vào bờ vừa lúc đàn Rồng tới hạ giới. Đàn Rồng lập tức phun ra lửa thiêu cháy thuyền giặc, một phần nhả Châu Ngọc dựng thành bức tường đá sừng sững làm cho thuyền giặc đâm phải mà vỡ tan, chặn đứng bước tiến của ngoại bang.
Sau khi giặc tan, thấy cảnh mặt đất thanh bình, cây cối tươi tốt, con người nơi đây lại cần cù, chịu khó, đoàn kết giúp đỡ nhau, Rồng Mẹ và Rồng Con không trở về trời mà ở lại hạ giới, nơi vừa diễn ra trận chiến để muôn đời bảo vệ con dân Đại Việt. Vị trí Rồng Mẹ đáp xuống là Hạ Long; nơi Rồng Con đáp xuống là Bái Tử Long và nơi đuôi đàn rồng quẫy nước trắng xoá là Bạch Long Vĩ. Tuy nhiên, tên gọi Hạ Long hay Bái Tử Long chỉ mới có từ thời Pháp thuộc.
Lại có truyền thuyết khác nói rằng, vào thời kỳ nọ khi đất nước có giặc ngoại xâm, một con rồng đã bay theo dọc sông xuôi về phía biển và hạ cánh xuống ở vùng ven biển Đông Bắc làm thành bức tường thành chặn bước tiến của thủy quân giặc. Chỗ rồng đáp xuống che chở cho đất nước được gọi là Hạ Long.

## Điều kiện tự nhiên và xã hội

### Vị trí
Là một vịnh nhỏ, bộ phận của vịnh Bắc Bộ, vịnh Hạ Long được giới hạn với phía Đông Bắc giáp vịnh Bái Tử Long; phía Tây Nam giáp quần đảo Cát Bà; phía Tây và Tây Bắc giáp đất liền bằng đường bờ biển khoảng 120 km kéo dài từ thị xã Quảng Yên, qua thành phố Hạ Long, Thành phố Cẩm Phả đến hết huyện đảo Vân Đồn; phía Đông Nam và phía Nam hướng ra vịnh Bắc Bộ. Trong diện tích 1.553 km² gồm vùng lõi và vùng đệm, nằm tại các tọa độ từ 106°58'-107°22' Đông và 20°45'-20°50' Bắc, vịnh Hạ Long bao gồm 1.969 hòn đảo lớn nhỏ, trong đó 989 đảo có tên và 980 đảo chưa được đặt tên.

### Môi trường và khí hậu
Vịnh Hạ Long là vùng biển đảo có khí hậu phân hóa 2 mùa rõ rệt: mùa hạ nóng ẩm với nhiệt độ khoảng 27-29 °C và mùa đông khô lạnh với nhiệt độ 16-18 °C, nhiệt độ trung bình năm dao động trong khoảng 15-25 °C. Lượng mưa trên vịnh Hạ Long vào khoảng từ 2.000 mm–2.200 mm tuy có tài liệu chi tiết hóa lượng mưa là 1.680 mm với khoảng trên 300 mm vào mùa nóng nhất trong năm (từ tháng 6 đến tháng 8) và dưới 30 mm vào mùa khô nhất trong năm (từ tháng 12 đến tháng 2 năm sau). Hệ thủy triều tại vịnh Hạ Long rất đặc trưng với mức triều cường vào khoảng 3,5-4m/ngày. Độ mặn trong nước biển trên vùng vịnh dao động từ 31 đến 34.5 MT vào mùa khô nhưng vào mùa mưa, mức này có thể thấp hơn. Mực nước biển trong vùng vịnh khá cạn, có độ sâu chỉ khoảng 6m đến 10m và các đảo đều không lưu giữ nước bề mặt.

### Dân số

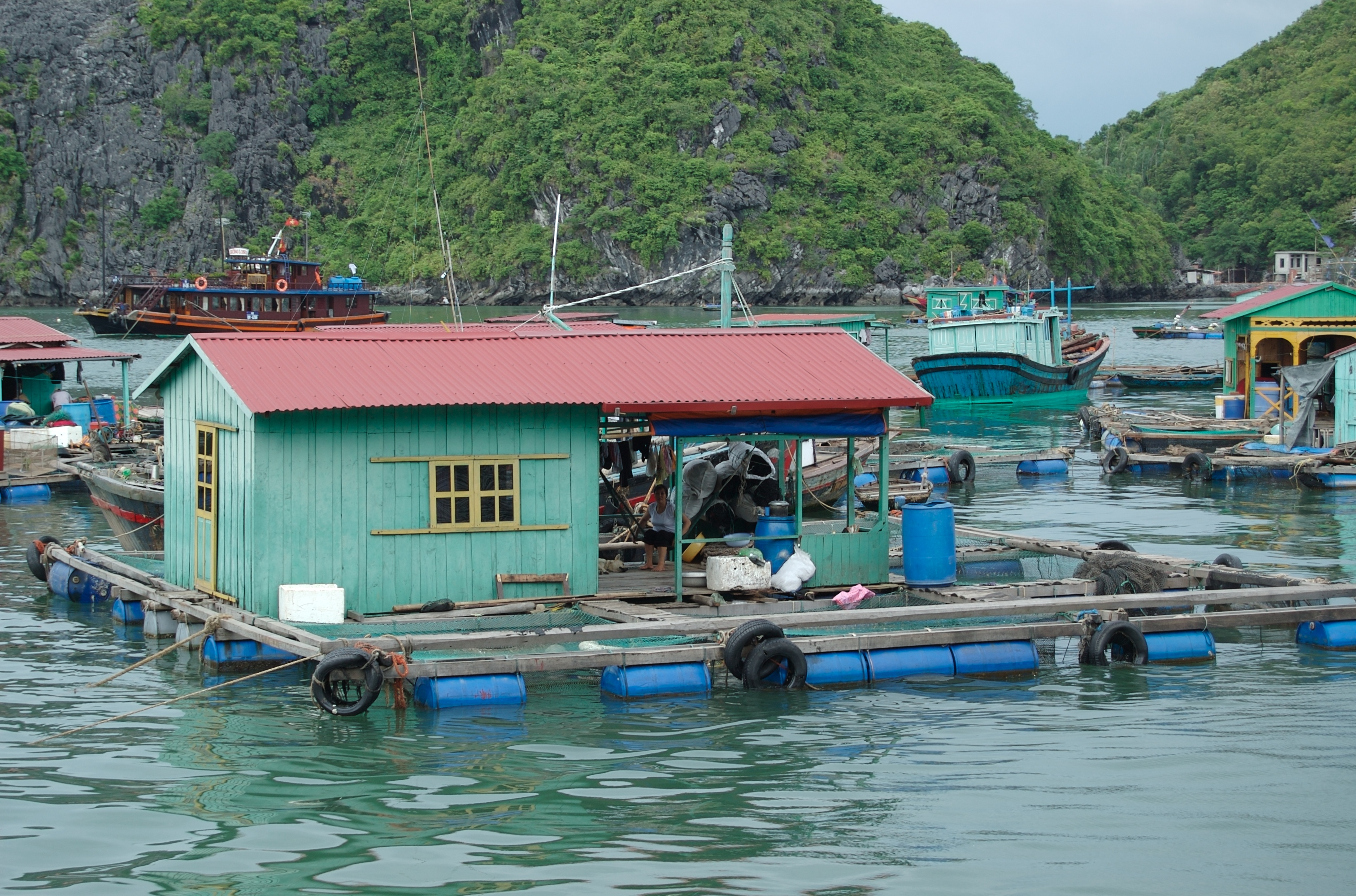
Cư dân sống trên thuyền tại vịnh

Trong số 1.969 đảo của Hạ Long hiện nay chỉ có khoảng 40 đảo là có dân sinh sống, những đảo này có quy mô từ vài chục đến hàng ngàn hecta tập trung chủ yếu ở phía Đông và Đông Nam vịnh Hạ Long. Mấy chục năm gần đây, nhiều vạn chài sống trôi nổi trên mặt nước, bắt đầu lên một số đảo định cư biến những đảo hoang sơ trở thành trù phú như đảo Sa Tô (thành phố Hạ Long), đảo Thắng Lợi (huyện đảo Vân Đồn).
Dân số trên vịnh Hạ Long hiện nay khoảng 1.540 người, tập trung chủ yếu ở các làng đánh cá Cửa Vạn, Ba Hang, Cặp Dè (thuộc phường Hùng Thắng, thành phố Hạ Long). Cư dân vùng vịnh phần lớn sống trên thuyền, trên nhà bè để thuận tiện cho việc đánh bắt, nuôi trồng và lai tạo các giống thủy sản, hải sản. Ngày nay đời sống của cư dân vịnh Hạ Long đã phát triển do kinh doanh dịch vụ du lịch.
Hiện nay, chính quyền tỉnh Quảng Ninh đã có chủ trương di dời các hộ dân sống trong lòng vịnh lên bờ tái định cư, ổn định cuộc sống và bảo vệ cảnh quan môi trường vùng di sản. Đã có hơn 300 hộ dân sinh sống trên các làng chài trên vịnh Hạ Long đã được di dời lên bờ sinh sống tại Khu tái định cư Khe Cá (nay là Khu 8, phường Hà Phong, thành phố Hạ Long) từ tháng 5/2014, công việc này sẽ còn tiếp tục được triển khai. Tỉnh sẽ chỉ giữ lại một số làng chài để phục vụ du lịch tham quan.

## Tên gọi Hạ Long qua các thời kỳ lịch sử

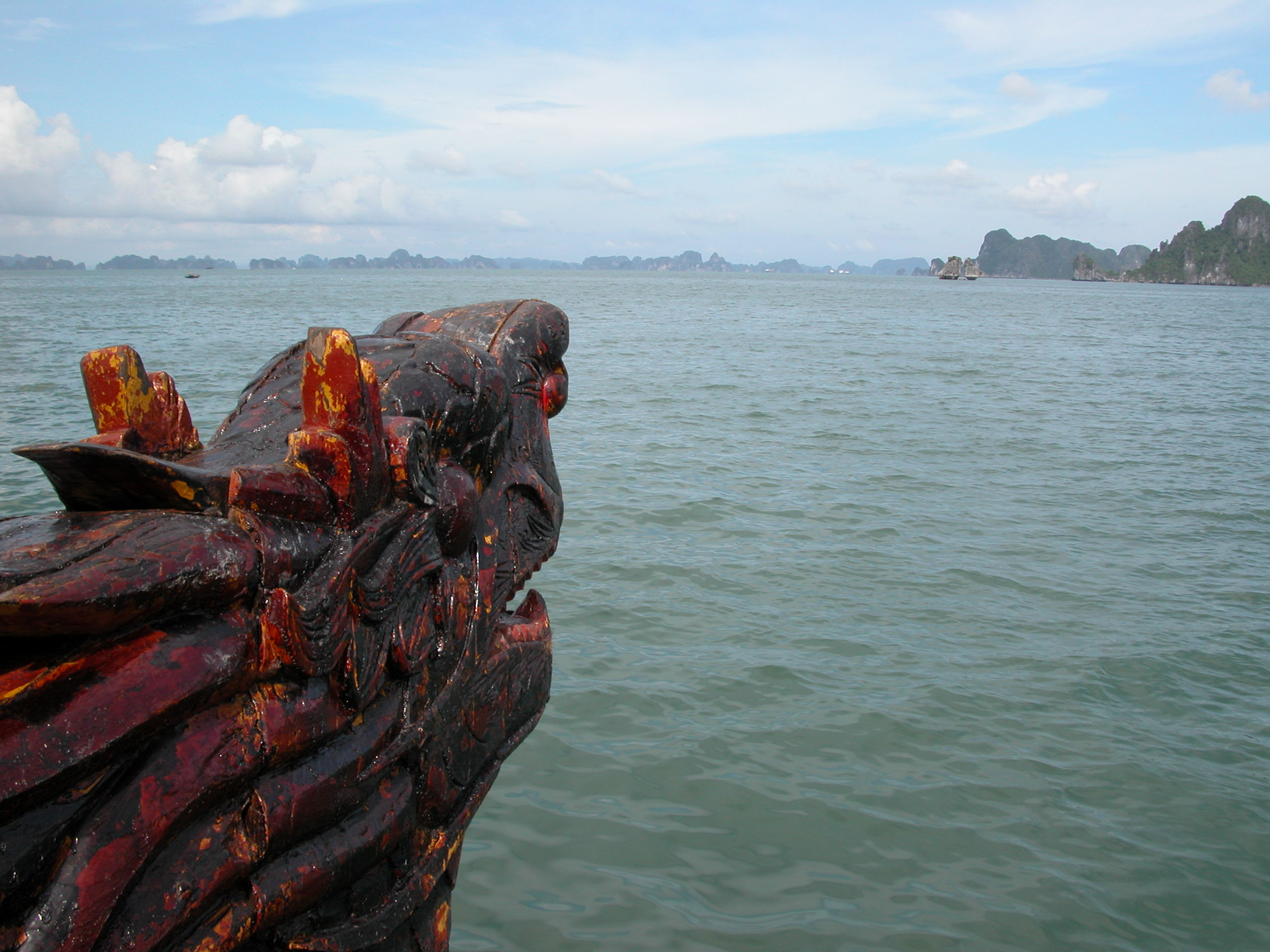
Đầu rồng trên thuyền du lịch tại vịnh, mô phỏng điển tích Hạ Long (rồng đáp)

Tên gọi Hạ Long đã thay đổi qua nhiều thời kỳ lịch sử, thời Bắc thuộc khu vực này được gọi là Lục Châu, Lục Hải. Các thời Lý, Trần, Lê vịnh mang các tên Hoa Phong, Hải Đông, An Bang, Vân Đồn, Ngọc Sơn hay Lục Thủy. Tên Hạ Long (rồng đáp xuống) mới xuất hiện trong một số thư tịch và các bản đồ hàng hải của Pháp từ cuối thế kỷ XIX.
Trên tờ Tin tức Hải Phòng xuất bản bằng tiếng Pháp có bài viết về sự xuất hiện của sinh vật giống rồng trên khu vực là vịnh Hạ Long ngày nay với nhan đề Rồng xuất hiện trên vịnh Hạ Long, khi viên thiếu úy người Pháp Legderin, thuyền trưởng tàu Avalence cùng các thủy thủ bắt gặp một đôi rắn biển khổng lồ ba lần (vào các năm 1898, 1900 và 1902). Có lẽ người châu Âu đã liên tưởng con vật này giống như con rồng châu Á, loài vật huyền thoại được tôn sùng trong văn hóa Việt Nam nói riêng và văn hóa các nước đồng văn châu Á nói chung. Bên cạnh những truyền thuyết của Việt Nam về Rồng Mẹ và Rồng Con đáp xuống khu vực vịnh đảo vùng Đông Bắc này, sự xuất hiện con vật lạ hiện hữu như rồng trong thực tại, có thể đã trở thành các lý do khiến vùng biển đảo Quảng Ninh được người Pháp gọi bằng cái tên vịnh Hạ Long từ đó và phổ biến đến ngày nay.

## Cảnh quan

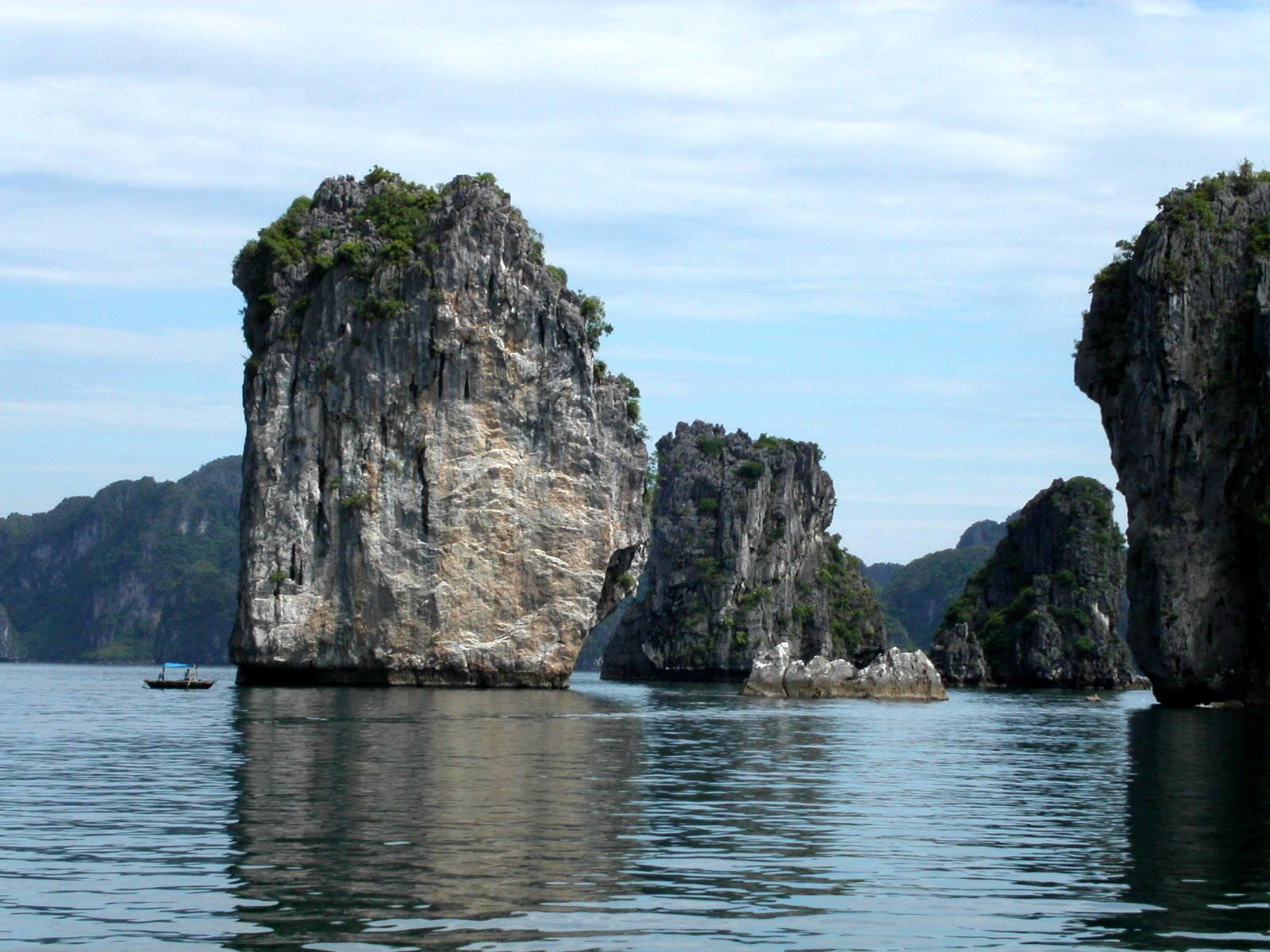
Cảnh quan đá, nước và bầu trời trên vịnh Hạ Long

Vùng di sản trên vịnh Hạ Long được thế giới công nhận (vùng lõi) có diện tích 434 km², như một hình tam giác với ba đỉnh là đảo Đầu Gỗ (phía Tây), hồ Ba Hầm (phía Nam) và đảo Cống Tây (phía Đông), bao gồm 775 đảo với nhiều hang động, bãi tắm. Vùng kế bên (vùng đệm), là di tích danh thắng quốc gia đã được bộ Văn hóa Thông tin Việt Nam xếp hạng từ năm 1962. Địa hình Hạ Long là đảo, núi xen kẽ giữa các trũng biển, là vùng đất mặn có sú vẹt mọc và những đảo đá vôi vách đứng tạo nên những vẻ đẹp tương phản, kết hợp hài hòa, sinh động các yếu tố: đá, nước và bầu trời.

### Biển và đảo
Các đảo ở vịnh Hạ Long có hai dạng là đảo đá vôi và đảo phiến thạch, tập trung ở hai vùng chính là vùng phía Đông Nam vịnh Bái Tử Long và vùng phía Tây Nam vịnh Hạ Long. Theo thống kê của ban quản lý vịnh Hạ Long, trong tổng số 1.969 đảo của vịnh Hạ Long có đến 1.921 đảo đá với nhiều đảo có độ cao khoảng 200 m. Đây là hình ảnh cổ xưa nhất của địa hình có tuổi kiến tạo địa chất từ 250-280 triệu năm về trước, là kết quả của quá trình vận động nâng lên, hạ xuống nhiều lần từ lục địa thành trũng biển. Quá trình carxtơ bào mòn, phong hóa gần như hoàn toàn tạo ra một vịnh Hạ Long độc nhất vô nhị, với hàng ngàn đảo đá nhiều hình thù, dáng vẻ khác nhau lô nhô trên mặt biển, trong một diện tích không lớn của vùng vịnh.
Vùng tập trung các đảo đá có phong cảnh ngoạn mục và nhiều hang động đẹp là vùng trung tâm Di sản Thiên nhiên vịnh Hạ Long, bao gồm phần lớn vịnh Hạ Long (vùng lõi), một phần vịnh Bái Tử Long và vịnh Lan Hạ thuộc quần đảo Cát Bà (vùng đệm).
Các đảo trên vịnh Hạ Long có những hình thù riêng, không giống bất kỳ hòn đảo nào ven biển Việt Nam và không đảo nào giống đảo nào. Có chỗ đảo quần tụ lại nhìn xa ngỡ chồng chất lên nhau, nhưng cũng có chỗ đảo đứng dọc ngang xen kẽ nhau, tạo thành tuyến chạy dài hàng chục kilômét như một bức tường thành. Đó là một thế giới sinh linh ẩn hiện trong những hình hài bằng đá đã được huyền thoại hóa. Đảo thì giống khuôn mặt ai đó đang hướng về đất liền (hòn Đầu Người); đảo thì giống như một con rồng đang bay lượn trên mặt nước (hòn Rồng); đảo thì lại giống như một ông lão đang ngồi câu cá (hòn Lã Vọng); phía xa là hai cánh buồm nâu đang rẽ sóng nước ra khơi (hòn Cánh Buồm); đảo lại lúp xúp như mâm xôi cúng (hòn Mâm Xôi); rồi hai con gà đang âu yếm vờn nhau trên sóng nước (hòn Trống Mái); đứng giữa biển nước bao la một lư hương khổng lồ như một vật cúng tế trời đất (hòn Lư Hương); đảo khác tựa như nhà sư đứng giữa mặt vịnh bao la chắp tay niệm Phật (hòn Ông Sư); đảo lại có hình tròn cao khoảng 40m trông như chiếc đũa phơi mình trước thiên nhiên (hòn Đũa), mà nhìn từ hướng khác lại giống như vị quan triều đình áo xanh, mũ cánh chuồn, nên dân chài còn gọi là hòn Ông v.v.
Bên cạnh các đảo được đặt tên căn cứ vào hình dáng, là các đảo đặt tên theo sự tích dân gian (núi Bài Thơ, hang Trinh Nữ, đảo Tuần Châu), hoặc căn cứ vào các đặc sản có trên đảo hay vùng biển quanh đảo (hòn Ngọc Vừng, hòn Kiến Vàng, đảo Khỉ v.v.). Dưới đây là một vài hòn đảo nổi tiếng:

#### Hòn Con Cóc
Hòn Con Cóc nằm cách cảng tàu du lịch Bãi Cháy khoảng 12 km về phía Đông Nam, trên Vùng vịnh Hạ Long. Đây là hòn núi đá rất đẹp có góc nghiêng và hình dáng như một con cóc ngồi xổm giữa biển nước, cao khoảng 9 m.

#### Hòn Đỉnh Hương (Lư Hương)
Hòn Đỉnh Hương nằm phía tây nam hang Đầu Gỗ, nằm ngay sát với hòn Chó Đá. Hiện nay hình ảnh Hòn Đỉnh Hương được in trên tờ tiền 200.000 vnđ.

#### Hòn Gà Chọi

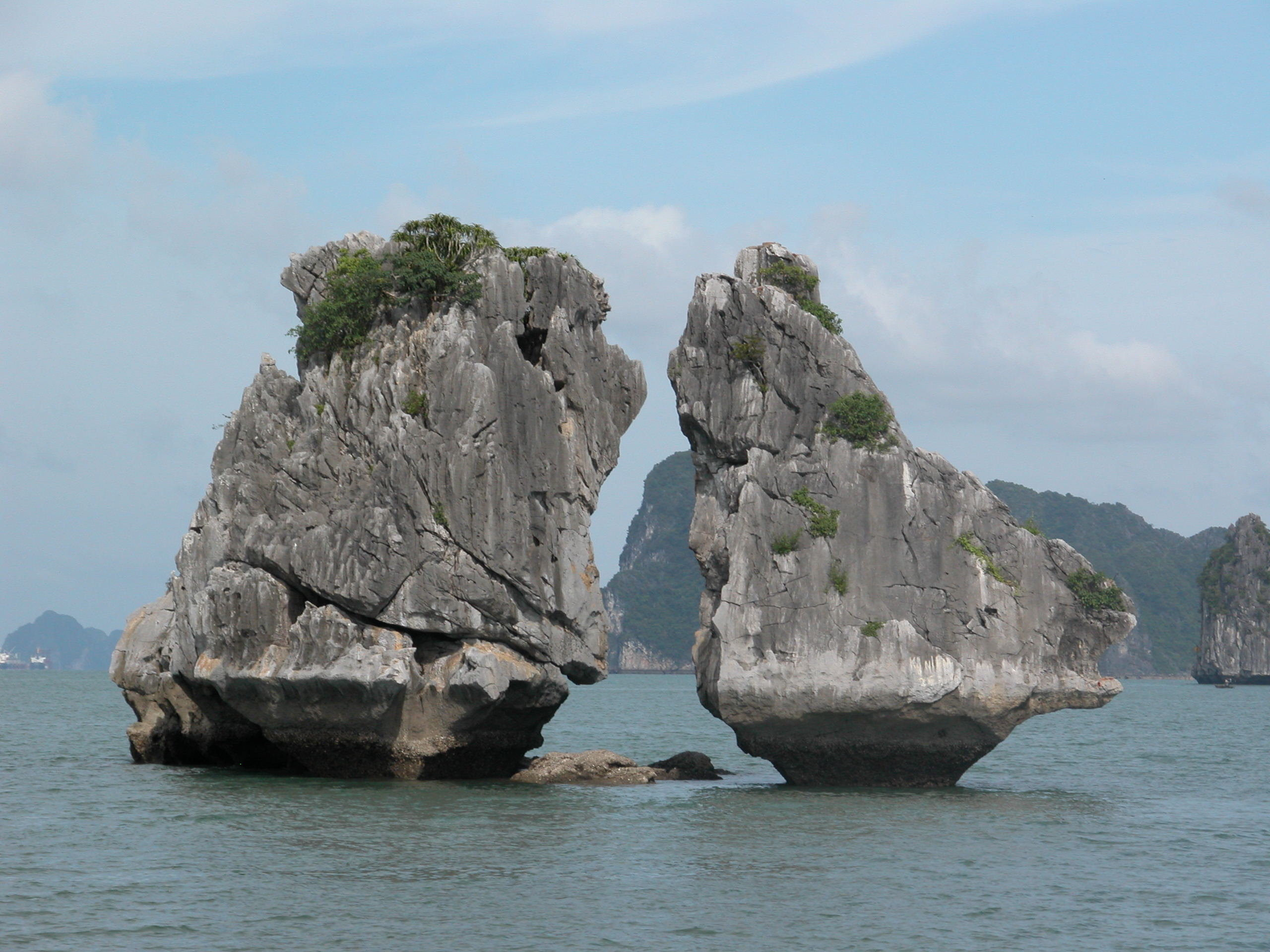
Hòn Gà Chọi

Là một trong những hòn đảo nổi tiếng trên vịnh Hạ Long, hòn Gà Chọi (hay đôi khi gọi là Hòn Trống Mái) nằm gần hòn Đỉnh Hương ở phía Tây Nam của vịnh, cách cảng tàu du lịch Bãi Cháy khoảng 5 km. Đây là cụm gồm 2 đảo có hình thù giống như một đôi gà, một trống một mái, có chiều cao khoảng hơn 10m với chân thót lại ở tư thế rất chênh vênh. Là biểu tượng trên logo của vịnh Hạ Long, hòn Gà Chọi cũng là biểu tượng trong sách hướng dẫn du lịch Việt Nam nói chung.

#### Đảo Ngọc Vừng
Đảo Ngọc Vừng nằm cách cảng tàu du lịch khoảng 34 km, thuộc huyện Vân Đồn, tỉnh Quảng Ninh, có đặc điểm là một trong số ít đảo đất trên vùng vịnh Hạ Long. Xung quanh đảo có nhiều bãi biển đẹp, có núi Vạn Xuân cao 182m và có di chỉ khảo cổ thuộc văn hoá Hạ Long rộng 45.000m².
Đảo Ngọc Vừng rộng 12 km², có người ở, có bến cảng cổ Cống Yên thuộc hệ thống thương cảng cổ Vân Đồn từ thế kỷ XI, và có di tích thành cổ nhà Mạc, thành nhà Nguyễn. Phía đông của đảo có bãi cát dài tới hàng kilômét với cát trắng trải ra tới tận bến tàu.
Khu vực này tương truyền trước kia có nhiều ngọc trai, đêm đêm phát sáng cả một vùng trời biển, nên có một số đảo mang tên đảo Ngọc như đảo Ngọc Vừng (ngọc phát sáng), hay Minh Châu (ngọc châu, ngọc sáng). Trước kia cư dân trên đảo sống bằng nghề đánh bắt hải sản và khai thác ngọc trai. Ngày nay cư dân ở đây vẫn còn mò trai lấy ngọc, đồng thời nghề nuôi trai lấy ngọc cũng đang phát triển mạnh.

#### Đảo Ti Tốp

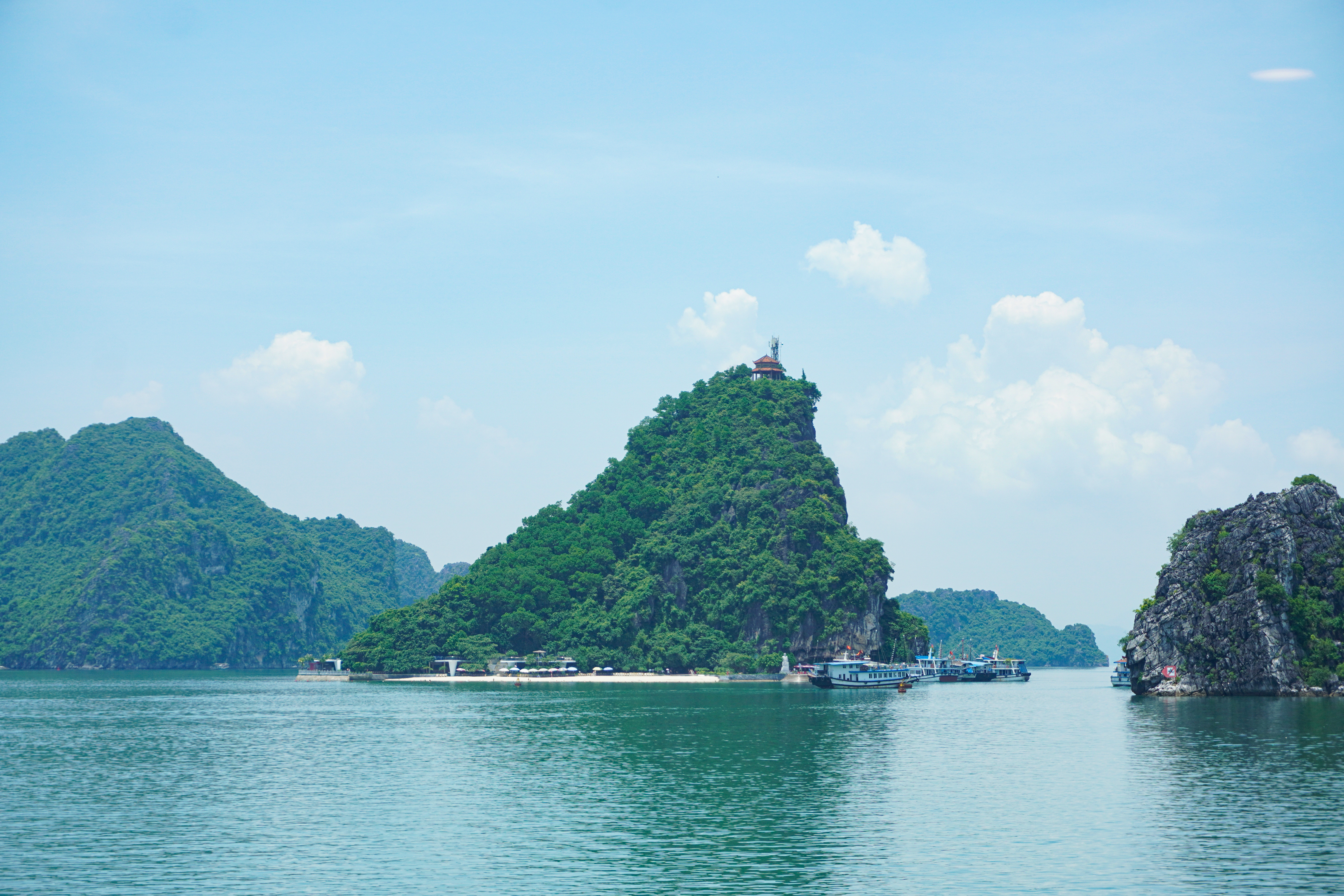
Đảo Ti Tốp

Đảo Ti Tốp, thời Pháp thuộc mang tên hòn Cát Nàng, nằm trên khu vực vịnh Hạ Long cách Bãi Cháy chừng 14 km về phía Đông. Đảo được đặt tên Ti Tốp từ khi chủ tịch Hồ Chí Minh đến thăm vịnh Hạ Long cùng với nhà du hành vũ trụ người Nga Gherman Titov, vào năm 1962.
Đảo Ti Tốp có bờ dốc đứng và bãi cát trắng phẳng hình vầng trăng nằm dưới chân. Các tour du lịch thường ghé tàu vào đảo để du khách lên bờ leo núi ngắm toàn cảnh vùng vịnh, tắm biển, chèo thuyền kay-ắc, kéo phao và kéo dù.

#### Đảo Tuần Châu
Nằm cách cảng tàu du lịch Bãi Cháy khoảng 4 km về phía Tây Nam trên vùng vịnh Hạ Long, đảo Tuần Châu là một đảo đất rộng khoảng 3 km², gần bờ, có làng mạc và dân cư thưa thớt. Trước kia trên đảo các nhà khoa học đã tìm được nhiều di chỉ khảo cổ thuộc nền văn hóa Hạ Long. Từ năm 2001, một con đường lớn đã được xây dựng nối đảo với đất liền. Một tổ hợp dịch vụ vui chơi, giải trí, quần thể khách sạn, nhà hàng và bãi tắm sang trọng được xây dựng, đưa vào phục vụ góp phần làm thay đổi bộ mặt của Hạ Long từ năm du lịch 2003 tới nay.

## Các hang động nổi tiếng
Không chỉ những biến đổi của những đảo đá màu xanh đen trên mặt nước biếc vùng vịnh hấp dẫn du khách, trên những chiếc thuyền dơi màu nâu đỏ xuất phát từ bến tàu Hạ Long bắt đầu hành trình ngoạn cảnh, những khám phá lại tiếp tục khi du khách lên đảo, thăm thú những hang động ẩn chứa nhiều chứng tích lịch sử. Những hang động tại Hạ Long, theo các nhà thám hiểm địa chất người Pháp, khi nghiên cứu về vịnh Hạ Long đầu thế kỷ XX, khẳng định rằng hầu hết trong số chúng đều được kiến tạo trong thế Pleistocen kéo dài từ 2 triệu đến 11 ngàn năm trước, nằm trong 3 nhóm hang ngầm cổ, hang nền carxtơ và các hàm ếch biển.

### Hang Sửng Sốt

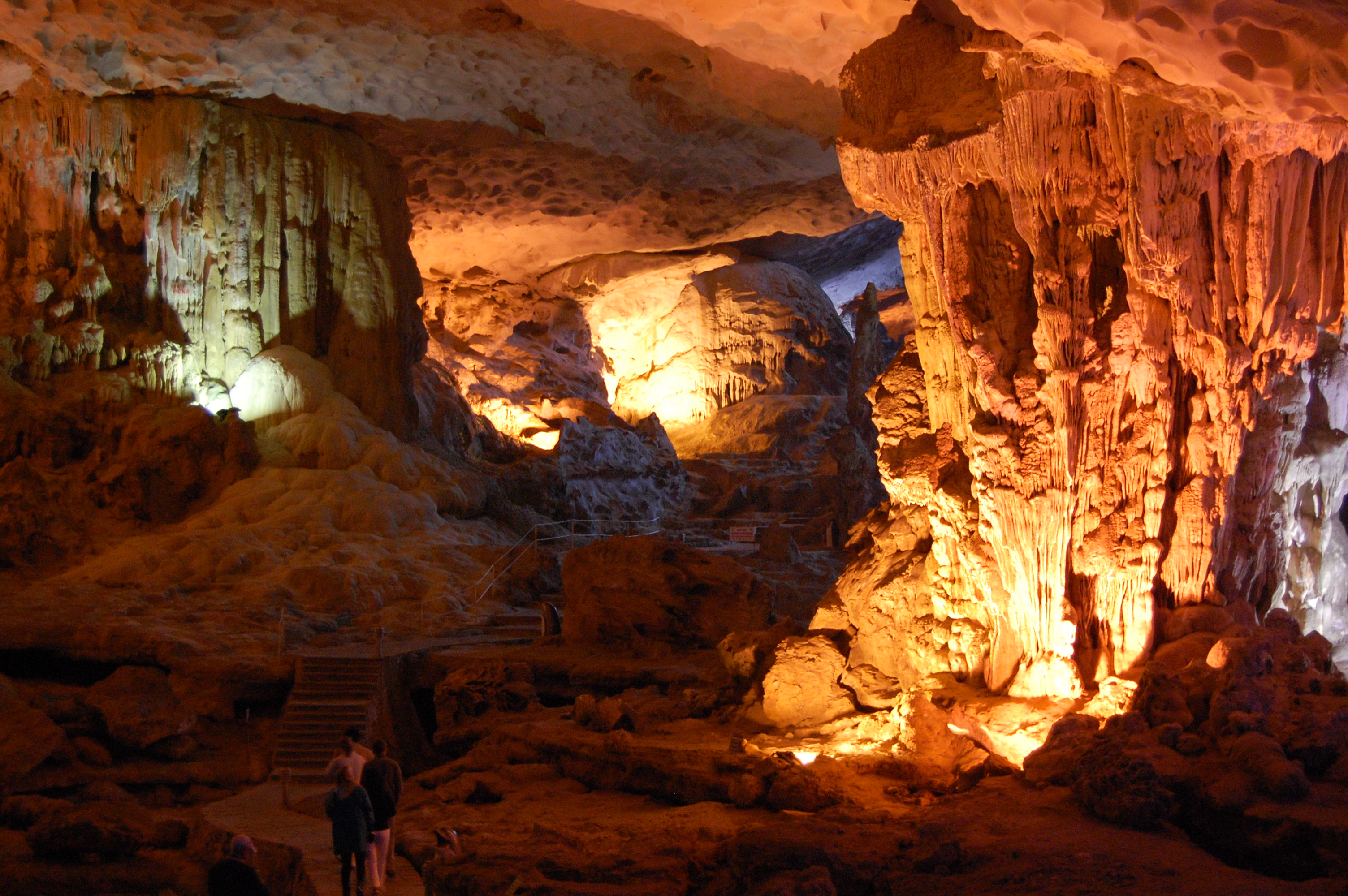
Thạch nhũ trong hang Sửng Sốt

Hang Sửng Sốt, hay động Sửng Sốt nằm trên đảo Bồ Hòn ở trung tâm vịnh Hạ Long, được người Pháp đặt tên "Grotte des surprises" (động của những kỳ quan). Đây là một hang động rộng và đẹp vào bậc nhất của vịnh Hạ Long. Nằm ở vùng trung tâm du lịch của vịnh với hệ thống trong tuyến du lịch bao gồm bãi tắm Ti Tốp - hang Bồ Nâu - động Mê Cung - hang Luồn - hang Sửng Sốt.
Vị trí và diện tích:
Hang Sửng Sốt là một hang dạng ống, nằm ở độ cao 25 m so với mực nước biển hiện tại. Diện tích khoảng 10.000 m², chiều dài hơn 200 m, chỗ rộng nhất 80 m, khoảng cách lớn nhất từ nền tới trần hang xấp xỉ 20 m. Hang được chia thành 2 ngăn chính.
Quá trình phát hiện và quản lý:
- Do có cửa hang mở rộng, hang Sửng Sốt được phát hiện khá sớm trên vịnh Hạ Long (cuối thế kỷ thứ XIX). Tên của hang mãi đến năm 1946 mới được xuất hiện trên các phương tiện thông tin đại chúng do một số đoàn thám hiểm đã đến đây.
- Năm 1999, Ban Quản lý vịnh Hạ Long đã đầu tư tôn tạo Hang Sửng Sốt. Hệ thống đường đi, ánh sáng để du khách có thể quan sát và cảm nhận được vẻ đẹp của những khối nhũ, măng đá trong lòng hang.Ánh sáng được thiết kế phù hợp với kiến trúc hang đồng thời hài hoà với ánh sáng tự nhiên từ phía cửa hang.
- Hiện nay Hang Sửng Sốt thuộc sự quản lý của Trung tâm bảo tồn Công viên hang động (BQL vịnh Hạ Long).

Đường lên hang Sửng Sốt quanh co uốn lượn dưới những tán lá rừng, với những bậc đá ghép cheo leo, khúc khuỷu. Động được chia làm hai ngăn chính, toàn bộ ngăn thứ nhất như một nhà hát lớn rộng thênh thang với trần hang được phủ bằng nhũ đá, những tượng đá, voi đá, hải cẩu, mâm xôi, hoa lá, mở ra một thế giới của cổ tích. Ngăn 2 cách biệt với ngăn 1 qua một lối đi hẹp. Bước vào lòng ngăn này, động mở ra một khung cảnh mới khác lạ hoàn toàn với lòng ngăn rộng có thể chứa được hàng ngàn người. Trong lòng ngăn 2 của hang Sửng Sốt có những hình tượng được gắn với truyền thuyết Thánh Gióng: cạnh lối ra vào là khối đá hình chú ngựa, thanh gươm dài và trong lòng hang có những ao hồ nhỏ như vết chân ngựa Gióng.

### Động Thiên Cung
Cách thành phố Hạ Long khoảng 8 km và cách bến tàu du lịch 4 km là đảo Vạn Cảnh, còn gọi là đảo Canh Độc có tọa độ 107°00'54" và 20°54'78". Trong sách Đại Nam nhất thống chí có ghi: hòn Canh Độc lưng chừng đảo có động rộng rãi chứa được vài ngàn người, gần đó có hòn Cặp Gà, Hòn Mèo, Hòn La.... Ngày nay, qua khảo cứu, đảo Vạn Cảnh có đỉnh cao 189m, hình dáng như một chiếc ngai ôm hai hang động là hang Đầu Gỗ nằm chênh vênh trên cao và động Thiên Cung ở cách mép nước không xa. Hang Đầu Gỗ và động Thiên Cung cách nhau chừng 100m, được thông nhau bằng những lối đi quanh co, uốn lượn dưới tán lá rừng.
Động Thiên Cung nằm ở lưng chừng đảo Canh Độc, ở độ cao 25m so với mực nước biển. Du khách vừa bước vào cửa động Thiên Cung, lòng động đột ngột mở ra không gian có tiết diện hình tứ giác với chiều dài hơn 130 mét, với những măng đá như một đền đài mỹ lệ. Vách động cao và thẳng đứng được bao bọc bởi những nhũ đá và trên mỗi vách động ấy thiên nhiên đã khảm nhiều hình thù kỳ lạ, hấp dẫn người xem. Đó là 4 cột trụ to lớn giữa động mà từ chân cột tới đỉnh đều được chạm nổi nhiều hình thù kỳ lạ như chim cá, cảnh sinh hoạt của con người, hoa lá cành; là những thạch nhũ mang hình tượng Nam Tào, Bắc Đẩu, tiên nữ múa hát; là trần hang với những điêu khắc người, chim, hoa, muông thú đang dự tiệc, hoàn toàn do bàn tay nhào nặn của tạo hóa tác thành qua hàng vạn năm. Cửa động nhỏ hẹp được giấu kín trong lòng núi nhưng càng đi vào bên trong, lòng động càng mở lớn và rộng, dẫn dắt người xem đi từ bất ngờ này đến bất ngờ khác.

### Hang Đầu Gỗ
Từ cửa Suốt nhìn vào hòn Canh độc, người ta thấy đầu của hòn núi này nhô ra trông giống như đầu một cây gỗ nổi lập lờ trên mặt nước. Hai bên "đầu gỗ" có hai hốc lõm vào, trông tựa như "mắt gỗ" mà thợ sơn tràng thường khoét vào đầu gỗ để kéo - lôi khi khai thác. Những cư dân vạn chài của vùng sông nước dã căn cứ vào hình dáng đó mà đặt tên cho cái hang mà họ thường lưu lại tại đảo này trong những ngày nghỉ ngơi, tránh mùa dông bão. Tên đảo Đầu gỗ; hang Đầu gỗ phải chăng đã được hình thành như vậy. Người Pháp khi lập bản đồ khu vực này, y cứ theo lời kể của cư dân sông nước mà ghi tên thành hang "daugo", cũng như tên "hòn đảo của những búi gai" thành "hongai" để rồi thành Hồng Gai.
Có lẽ vì quá yêu lịch sử chiến công của thời Trần mà người ta cố ghép tên hang "Đầu gỗ", "Giấu gỗ" cho trận chiến Bạch Đằng năm 1288, gắn với tên tuổi của vị anh hùng Trần Hưng Đạo, Trần Khánh Dư.
Trong sách Đại Nam nhất thống chí có ghi: hòn Canh Độc lưng chừng đảo có động rộng rãi chứa được vài ngàn người, gần đó có hòn Cặp Gà, Hòn Mèo, Hòn La.... Động nói ở đây chính là hang "Đầu gỗ"; Động Thiên cung chỉ mới được phát hiện vào những năm tám mươi của thế kỉ trước.
Đi hết động Thiên Cung cũng là lúc du khách bước chân sang hang Đầu Gỗ, còn gọi là hang Giấu Gỗ, một hang động với những nhũ đá tráng lệ. Tên gọi Hang Đầu Gỗ (tập trung gỗ) có từ sau khi tướng Trần Hưng Đạo chỉ huy ba quân giấu các cọc gỗ lim tại đây, trước khi đem đóng xuống lòng sông Bạch Đằng để bày thế trận cùng thủy quân đánh úp, đốt cháy đoàn thuyền tải lương thực của giặc Nguyên Mông vào mùa xuân năm 1288. Hiện các nhà khảo cổ còn tìm thấy rất nhiều khúc gỗ và mẩu gỗ vụn còn sót lại trong động. Nếu động Thiên Cung hoành tráng khoẻ khoắn, hiện đại thì hang Đầu Gỗ trầm mặc uy nghi nhưng cũng rất đồ sộ. Cuốn Merveilles du Monde (kỳ quan thế giới) của Pháp xuất bản năm 1938 chuyên về du lịch giới thiệu về các danh thắng nổi tiếng thế giới đã mệnh danh hang Đầu Gỗ là "Grotte des merveilles" (động của các kỳ quan).
Cửa hang Đầu Gỗ ở lưng chừng vách núi và trong lòng hang được chia thành 3 ngăn chính. Ngăn phía ngoài hình vòm cuốn tràn ánh sáng tự nhiên, với trần hang như một bức tranh khổng lồ vẽ phong cảnh thiên nhiên hoang sơ với những đàn voi, những chú hươu sao, sư tử trong những tư thế sinh động. Phía dưới là rừng măng đá, nhũ đá nhiều màu với nhiều hình thù tùy theo trí tưởng tượng của từng người. Chính giữa lòng hang là một cột trụ đá khổng lồ hàng chục người ôm, từ phía dưới chân cột lên trên là những hình mây bay, long phi phượng vũ, hoa lá, dây leo. Qua ngăn thứ nhất, vào ngăn thứ 2 bằng một khe cửa hẹp lòng hang mở ra với ánh sáng chiếu vào mờ ảo, những bức tranh đá trở nên long lanh hơn và những chùm hoa đá lúc ẩn lúc hiện. Tận cùng hang là một chiếc giếng nước ngọt và những hình tượng bằng đá như đang diễn tả một trận hỗn chiến kỳ lạ.
Năm 1917, hang Đầu Gỗ được vua Khải Định lên thăm và cho khắc một tấm văn bia với nội dung ca ngợi cảnh đẹp của non nước Hạ Long nói chung và hang Đầu Gỗ nói riêng. Hiện nay, tấm bia đá vẫn còn ở phía bên phải cửa động tuy chữ đã bị mài mòn.

### Một số hang động khác
Ngoài hai hang động trên, du khách còn tham quan hàng chục hang động đẹp và quyến rũ khác như hang Bồ Nâu có cửa uốn vòng cung với nhũ đá buông xuống mềm mại như cành liễu; hang Hanh cách thành phố Cẩm Phả 9 km về phía tây, là một hang động đẹp và dài nhất so với các hang động hiện có trên vịnh Hạ Long, với chiều dài 1.300m chạy xuyên suốt dãy núi đá Quang Hanh ra tới biển; hang Trinh Nữ với tảng đá hình cô gái đứng xõa mái tóc dài hướng ra biển, và đối diện với nó là hang Trống (hay hang Con Trai) với bức tượng chàng trai hóa đá quay mặt hướng về phía hang Trinh Nữ; rồi hang Tiên Long, Ba Hang, hang Luồn, động Tiên Ông, động Tam Cung, động Lâu đài, Ba Hầm v.v. Báo cáo của ban quản lý vịnh Hạ Long cho biết hiện nay vẫn chưa thể thống kê hết được tất cả hang động trên 1.969 đảo.

## Địa chất địa mạo
Giá trị lịch sử địa chất của vịnh Hạ Long được đánh giá qua 2 yếu tố: lịch sử kiến tạo và địa chất địa mạo (karst):

### Lịch sử kiến tạo
Vịnh Hạ Long và các vùng lân cận là một phần của lãnh địa liên hợp (composite terrane) Việt-Trung, trải qua các quá trình tiến hoá tách trôi, va chạm và biến cải trong Tiền Cambri - Phanerozoi. Móng Tiền Cambri và Paleozoi hạ phần lớn bị che phủ, chỉ lộ ra vài nơi quanh vịnh Bắc Bộ, nhưng các thành tạo từ Ordovic đến nay lộ ra khá đầy đủ trên các vùng này.
Lịch sử địa chất địa mạo của vịnh Hạ Long trải qua ít nhất 500 triệu năm với những hoàn cảnh cổ địa lý rất khác nhau, với nhiều lần tạo sơn-biển thoái và sụt chìm-biển tiến. Vịnh Hạ Long từng là khu vực biển sâu vào các kỷ Ordovic-Silua (khoảng 500-410 triệu nẳm trước); khu vực biển nông vào các kỷ Cacbon-Pecmi (khoảng 340-250 triệu năm trước); biển ven bờ vào cuối kỷ Paleogen đầu kỷ Neogen (khoảng 26-20 triệu năm trước) và trải qua một số lần biển lấn trong kỷ Nhân sinh (khoảng 2 triệu năm trước?). Vào kỉ Trias (240-195 triệu năm trước) khu vực vịnh Hạ Long là những đầm lầy ẩm ướt với những cánh rừng tuế, dương xỉ khổng lồ tích tụ nhiều thế hệ.

### Địa chất địa mạo

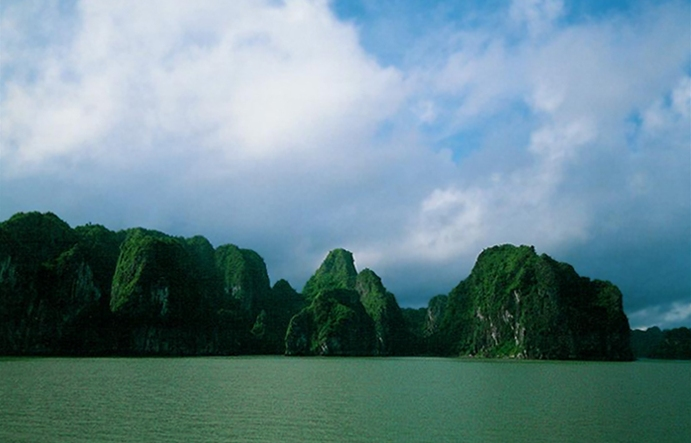
Kiến tạo đá vôi kiểu Phong Tùng, một trong hai kiểu địa hình carxtơ đặc thù trên vịnh Hạ Long

Vịnh Hạ Long có quá trình tiến hóa karst đầy đủ trải qua trên 20 triệu năm nhờ sự kết hợp đồng thời giữa các yếu tố như tầng đá vôi dày, khí hậu nóng ẩm và quá trình nâng kiến tạo chậm chạp trên tổng thể, với nhiều dạng địa hình karst kiểu Phong Tùng gồm một cụm đá vôi thường có hình chóp nằm kề nhau có đỉnh cao trên dưới 100m, cao nhất khoảng 200m; hoặc kiểu Phong Linh đặc trưng bởi các đỉnh tách rời nhau tạo thành các tháp có vách dốc đứng, phần lớn các tháp có độ cao từ 50-100m. Tỉ lệ giữa chiều cao và rộng khoảng 6 lần.
Cánh đồng karst của Hạ Long là lòng chảo rộng phát triển trong các vùng karst có bề mặt tương đối bằng phẳng, thường xuyên ngập nước, được tạo thành theo những phương thức: hoặc nhờ kiến tạo liên quan các hố sụt địa hào; hoặc nhờ sụt trần của các thung lũng sông ngầm, hang động ngầm; hoặc cũng có thể nhờ tồn tại các tầng đá không hòa tan bị xói mòn mạnh mẽ nằm giữa vùng địa hình karst cao hơn vây quanh mà thành.
Vịnh Hạ Long còn bao gồm địa hình karst ngầm là hệ thống các hang động đa dạng trên vịnh, được chia làm 3 nhóm chính: nhóm 1 là di tích các hang ngầm cổ, tiêu biểu là hang Sửng Sốt, động Tam Cung, động Lâu đài, động Thiên Cung, hang Đầu Gỗ, Thiên Long, v.v. Nhóm 2 là các hang nền karst tiêu biểu là Trinh Nữ, Bồ Nâu, Tiên Ông, Hang Trống. Nhóm 3 là hệ thống các hàm ếch biển mà tiêu biểu như 3 hang thông nhau ở cụm hồ Ba Hầm, hang Luồn, Ba Hang.
Karst vịnh Hạ Long có ý nghĩa toàn cầu và có tính chất nền tảng cho khoa học địa mạo. Môi trường địa chất vịnh Hạ Long còn là nền tảng phát sinh các giá trị khác như đa dạng sinh học, văn hóa khảo cổ và các giá trị nhân văn khác.

## Đa dạng sinh học
Vịnh Hạ Long là nơi tập trung đa dạng sinh học với 2 hệ sinh thái điển hình là "hệ sinh thái rừng kín thường xanh mưa ẩm nhiệt đới" và "hệ sinh thái biển và ven bờ". Trong mỗi hệ lớn nói trên lại có nhiều dạng sinh thái.

### Hệ sinh thái rừng kín thường xanh mưa ẩm nhiệt đới
Hệ sinh thái rừng kín thường xanh mưa ẩm nhiệt đới ở vịnh Hạ Long rất đặc trưng, phong phú với tổng số loài thực vật sống trên các đảo khoảng trên 1.000 loài. Một số quần xã các loài thực vật khác nhau bao gồm các loài ngập mặn, các loài thực vật ở bờ cát ven đảo, các loài mọc trên sườn núi và vách đá, trên đỉnh núi hoặc mọc ở của hang hay khe đá. Các nhà nghiên cứu của Hiệp hội Bảo tồn thiên nhiên thế giới đã phát hiện 7 loài thực vật đặc hữu của vịnh Hạ Long. Những loài này chỉ thích nghi sống ở các đảo đá vôi vịnh Hạ Long mà không nơi nào trên thế giới có được, đó là: thiên tuế Hạ Long, khổ cử đại tím (Chirieta halongensis), cọ Hạ Long (Livisona halongensis), khổ cử đại nhung (Chirieta hiepii), móng tai Hạ Long, ngũ gia bì Hạ Long, hài vệ nữ hoa vàng. Một số tài liệu khác mở rộng danh sách thực vật đặc hữu của Hạ Long lên 14 loại, bao gồm cả những loại đã được người Pháp khám phá và đặt tên gắn với địa danh từ trước như sung Hạ Long, nhài Hạ Long, sóng bè Hạ Long, giềng Hạ Long, phất dụ núi, phong lan Hạ Long v.v. Danh sách những loài thực vật đặc hữu khác tại vịnh Hạ Long rất có thể còn được bổ sung nhiều hơn, do chưa có một công trình nghiên cứu nào thực sự đầy đủ, toàn diện về thực vật trên tất cả các đảo trong khu vực vịnh và vùng lân cận. Chẳng hạn loài trúc mọc ngược mà mấy năm gần đây các nhà khoa học mới phát hiện ra trên một số đảo đá của vịnh Hạ Long, một giống trúc có cành chĩa xuống đất, khác các giống trúc thông thường chĩa cành lên trời.
Theo thống kê, hệ sinh thái rừng kín thường xanh mưa ẩm nhiệt đới ở vịnh Hạ Long và vịnh Bái Tử Long có 477 loài mộc lan, 12 loài dương xỉ và 20 loài thực vật ngập mặn; đối với động vật người ta cũng thống kê được 4 loài lưỡng cư, 10 loài bò sát, 40 loài chim và 14 loài thú. Ở vùng này còn có loại khỉ thân nhỏ, hiện được nuôi theo phương pháp đặc biệt tại đảo Khỉ.

### Hệ sinh thái biển và ven bờ

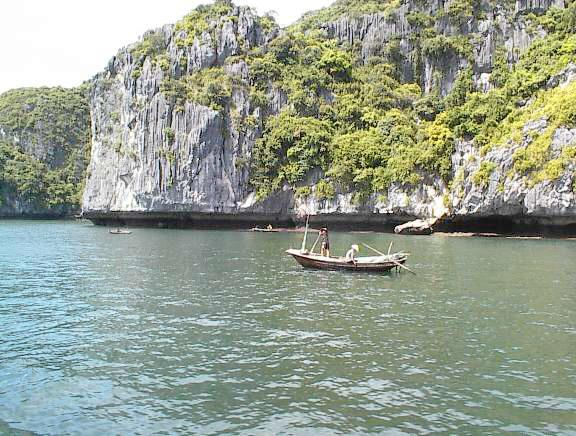
Đảo với vách núi đá vôi dựng đứng và thảm thực vật xanh tiêu biểu cho hệ sinh thái biển và ven bờ của vịnh Hạ Long.

Hệ sinh thái biển và ven bờ của vịnh Hạ Long bao gồm trong đó "hệ sinh thái đất ướt" và "hệ sinh thái biển" với những điểm đặc thù:
Hệ sinh thái đất ngập nước:
- Sinh thái vùng triều và vùng ngập mặn trên vịnh: bao gồm 20 loài thực vật ngập mặn; là nơi sống cho 169 loài giun nhiều tơ, 91 loài rong biển, 200 loài chim, 10 loài bò sát và 6 loài khác.
- Dạng sinh thái đáy cứng, rạn san hô: tập trung ở Hang Trai, Cống Đỏ, Vạn Giò, có 232 loài san hô đã được tìm thấy. Rặng sinh thái đáy cứng, san hô là nơi sinh cư của 81 loài chân bụng, 130 loài hai mảnh vỏ, 55 loài giun nhiều tơ, 57 loài cua.
- Dạng sinh thái hang động và tùng, áng: dạng sinh thái này tại vịnh Hạ Long rất tiêu biểu và hiếm nơi có được. Đặc biệt khu vực Tùng Ngón là nơi cư trú của 65 loài san hô, 40 loài động vật đáy, 18 loài rong biển. Tại đây cũng có 4 loài sinh vật quý hiếm được ghi trong sách đỏ Việt Nam.
- Dạng sinh thái đáy mềm: đây là dạng sinh thái của quần xã cỏ biển với 5 loài, là nơi sống của 140 loài rong biển, 3 loài giun nhiều tơ, 29 loài nhuyễn thể, 9 loài giáp xác.
- Dạng sinh thái bãi triều không có rừng ngập mặn: sinh vật sống trên vùng triều đặc trưng là động vật nhuyễn thể hai mảnh vỏ và giun biển có giá trị dinh dưỡng cao như sá sùng, hải sâm, sò, ngao v.v[2]

Hệ sinh thái biển:
- Thực vật phù du: ở vịnh Hạ Long có 185 loài.
- Động vật phù du: vùng Hạ Long-Cát Bà có 140 loài động vật phù du sinh sống.
- Động vật đáy: thống kê sơ bộ, vùng Hạ Long có đến 500 loài động vật đáy, trong đó có 300 loài động vật nhuyễn thể, 200 loài giun nhiều tơ, 13 loài da gai.
- Động vật tự du: đã xác định được 326 loài động vật tự du, phân bố trong vịnh Hạ Long.[2]

Đến nay sơ bộ đánh giá hệ thực vật trong vùng vịnh Hạ Long có khoảng 347 loài, thực vật có mạch thuộc 232 chi và 95 họ. Trong tổng số 347 loài thực vật đã biết, có 16 loài đang nằm trong danh sách đỏ của Việt Nam đã nguy cấp và sắp nguy cấp. Trong các loài thực vật quý hiếm, có 95 loài thuộc cây làm thuốc, 37 loài cây làm cảnh, 13 loài cây ăn quả và 10 nhóm có khả năng sử dụng khác nhau.
Các đảo tại vịnh Hạ Long có các loài động vật thân mềm đa dạng, đặc biệt là các loài cư trú trong hốc đá, và có tới 60 loài động vật đặc hữu. Hải sản Hạ Long được khai thác và nuôi trồng bao gồm bào ngư, hải sâm, sá sùng, tôm, cá, mực (mực ống, mực nang, mực thước), bạch tuộc, sò huyết, trai và điệp nuôi lấy ngọc. Tài liệu của Phân viện Hải dương học Hải Phòng cho thấy trong 1.151 loài động vật tại Hạ Long thì đã có tới gần 500 loài cá, 57 loài cua.

## Di chỉ khảo cổ và chứng tích lịch sử

### Di chỉ khảo cổ
Năm 1937, ông Vũ Xuân Tảo, một công nhân lò nấu thủy tinh, trong lúc đào cát để làm nguyên liệu chế tạo thủy tinh đã tình cờ phát hiện được một chiếc rìu đá trên đảo Ngọc Vừng. Phát hiện này đã gây xôn xao các nhà khảo cổ học Pháp thời ấy, bước đầu xác định Hạ Long không chỉ là kỳ quan thiên nhiên mà còn là cái nôi của người tiền sử. Những nghiên cứu từ phía các nhà khảo cổ học Andecxen người Thụy Điển và chị em nhà Colani người Pháp sau đó đã cho thấy những công cụ đá, đồ đựng bằng gốm, đồ trang sức bằng đá và xương được phát hiện, thu thập ở Hạ Long đều thuộc thời đại hậu kỳ đá mới. Những di chỉ khảo cổ tại vịnh Hạ Long ban đầu được các nhà khoa học Pháp xếp vào khái niệm văn hóa Danhdola, trong đó Danhdola là tên đảo Ngọc Vừng do người Pháp đặt.
Khi miền Bắc Việt Nam được giải phóng, các nhà khoa học Việt Nam và các chuyên gia khảo cổ học Liên Xô đã tiến hành nhiều cuộc thám sát điều tra trên diện rộng, quy mô lớn trong khu vực vịnh Hạ Long và vùng lân cận. Những cuộc khảo sát năm 1960 đã phát hiện tại di chỉ Tấn Mài trên vùng vịnh những mảnh ghè của người vượn và tiếp đó là khai quật được những mũi tên đồng từ thời Hùng Vương. Những kết quả nghiên cứu đó đã cho phép khẳng định về một nền văn hóa Hạ Long cách nay khoảng từ 3.500-5.000 năm.
Từ 1960 đến nay, sự thám sát và nghiên cứu rộng mở về khảo cổ học, văn hóa học tại trên 40 địa điểm, bao gồm trong đó Đồng Mang, Xích Thổ, Cột 8, Cái Dăm (thành phố Hạ Long) Soi Nhụ, Thoi Giếng (Móng Cái), Hà Giắt (Vân Đồn), hòn Hai Cô Tiên v.v. đã đưa đến kết luận quan trọng chứng minh cho sự tồn tại của người tiền sử trên vùng vịnh Hạ Long lùi xa hơn nữa. Không chỉ có một văn hóa Hạ Long từ khoảng 3-5 thiên niên kỷ trước, còn có nền văn hóa Soi Nhụ cách ngày nay trong khoảng 18.000-7.000 năm trước Công Nguyên, phân bố rộng trong khu vực vịnh Hạ Long và vịnh Bái Tử Long với các di chỉ tiêu biểu tại Mê Cung, Tiên Ông, Thiên Long. Các di vật còn lại chủ yếu là sản phẩm đã được sử dụng làm thức ăn như ốc núi (cyclophorus) và ốc suối (melania), một số hóa thạch của nhuyễn thể nước ngọt và một số công cụ lao động thô sơ tích tụ cấu tạo thành tầng văn hóa. Các nhà khoa học nhận thấy, phương thức sống chủ yếu của cư dân Soi Nhụ là bắt sò ốc, hái lượm, đào củ, đào rễ cây, biết bắt cá nhưng chưa có nghề đánh cá. So sánh với các cư dân văn hóa Hòa Bình, văn hóa Bắc Sơn đương thời thì cư dân Soi Nhụ sống gần biển hơn nên chịu sự chi phối từ biển nhiều hơn, trực tiếp hơn.
Bên cạnh nền văn hóa Soi Nhụ không thể không nói đến văn hóa Cái Bèo, cách ngày nay 7000-5000 năm trước Công Nguyên, được coi như giai đoạn gạch nối giữa văn hóa Soi Nhụ trước đó và văn hóa Hạ Long về sau. Di chỉ khảo cổ Cái Bèo tập trung chủ yếu thuộc đảo Cát Bà (Hải Phòng) và Giáp Khẩu, Hà Gián thuộc vịnh Hạ Long. Văn hóa Cái Bèo là một trong những bằng chứng chắc chắn về sự đương đầu với biển khơi từ rất sớm của người Việt cổ, là điểm hội tụ của nhiều yếu tố, sắc thái khác biệt vào một dòng văn hóa đá cuội truyền thống rất lâu đời trong khu vực Việt Nam và Đông Nam Á. Phương thức cư trú và sinh sống của người cổ đại Cái Bèo ngoài săn bắt hái lượm đã có thêm nghề khai thác sản vật từ biển.
Tiếp nối không gián đoạn trong suốt tiến trình sơ sử, ba nền văn hóa mang tên Soi Nhụ-Cái Bèo-Hạ Long trên khu vực vịnh Hạ Long chứa đựng những giá trị nhất định, cho thấy vịnh Hạ Long và khu vực lân cận một thời đã từng là một cái nôi văn hóa của nhân loại. Những đặc điểm của nền văn hóa này chưa được giải mã toàn diện, và những kết quả thám sát khảo cổ học trong những năm gần đây vẫn tiếp tục hé lộ những bất ngờ mới mà một trong số đó là sự phát hiện di chỉ Đông Trong vào năm 2006. Trong một hang động tại Đông Trong, các nhà khảo cổ học phát hiện được di cốt người tiền sử, rìu đá, mảnh nồi gốm, trầm tích nhuyễn thể được sử dụng làm thức ăn và hàng trăm hạt chuỗi làm từ vỏ ốc, là một trong ba khu vực trên vùng vịnh Hạ Long tìm thấy di cốt người tiền sử sau Soi Nhụ và hòn Hai Cô Tiên.

### Chứng tích lịch sử, văn hóa và phong tục

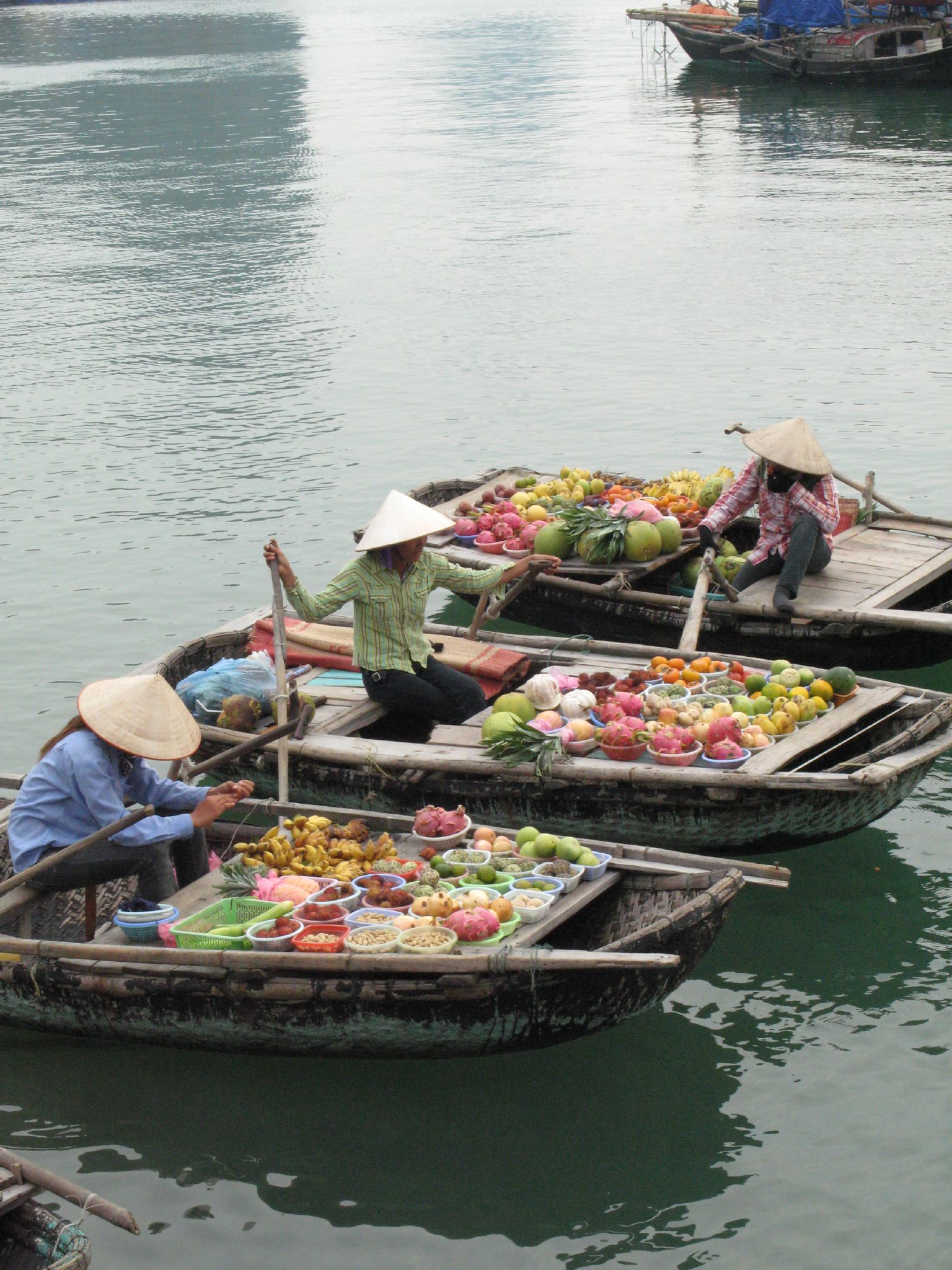
Kinh doanh trên thuyền của dân vạn chài tại vịnh Hạ Long hiện nay

Vịnh Hạ Long là nơi gắn liền với những trang sử của quân dân Việt Nam trong suốt thời kỳ dựng nước và giữ nước với những địa danh như Vân Đồn, nơi có hải cảng cổ tại miền Bắc Việt Nam vào thế kỷ XII. Sách Đại Việt sử ký toàn thư cho biết sự hình thành thương cảng Vân Đồn: "Kỷ Tỵ, (Đại Định) năm thứ 10 (1149). Mùa xuân, tháng hai, thuyền buôn ba nước Trảo Oa, Lộ Lạc, Xiêm La vào cảng Hải Đông (vịnh Hạ Long) xin cư trú buôn bán, bèn cho lập trang ở hải đảo, gọi là Vân Đồn, để mua bán hàng hóa quý, dâng tiến sản vật địa phương". Thương cảng Vân Đồn với đặc điểm là có nhiều đảo đất, đảo đá ngang dọc, chia cắt biển thành nhiều vũng, luồng lạch sâu và kín gió, giúp cho thuyền bè neo đậu an toàn, không bị gió bão uy hiếp, đã khiến khu vực này trở nên sầm uất trong thông thương với khu vực và nhiều nơi trên thế giới.
Bên cạnh thương cảng Vân Đồn, tại vùng vịnh Hạ Long còn có Núi Bài Thơ lịch sử, nơi lưu lại bài thơ chữ Hán của Lê Thánh Tông hoàng đế khắc trên đá từ năm 1468, nhân chuyến tuần du vùng biển phía Đông; và bút tích của chúa Trịnh Cương năm 1729. Bãi Cháy phía bờ Tây của vịnh, tương truyền gắn với sự tích những chiến thuyền chở lương thực của quân Nguyên-Mông bị quân dân nhà Trần do Trần Khánh Dư chỉ huy đốt cháy, dạt vào làm cháy cả cánh rừng trong khu vực. Trên vịnh còn có hang Đầu Gỗ, nơi còn vết tích hiện vật là những cây cọc gỗ được Trần Hưng Đạo cho đem giấu trước khi đóng xuống lòng sông Bạch Đằng, và cách vịnh không xa là cửa Sông Bạch Đằng, chứng tích của hai trận thủy chiến trong lịch sử chống ngoại xâm phương Bắc.
Hàng trăm đảo, hang động, nhũ đá trong vịnh Hạ Long được đặt tên theo các huyền thoại, truyền thuyết, hoặc theo trí tưởng tượng dân gian phong phú của cộng đồng cư dân nơi đây.
Về phong tục và văn hóa, ngư dân làng chài Cửa Vạn trên vùng vịnh Hạ Long hiện nay còn lưu giữ những câu hát giao duyên cổ xưa, đó là lối hát đúm, hò biển và hát đám cưới. Trong đó, theo cụ Nguyễn Văn Cải, ngư dân cao tuổi của làng chài Cửa Vạn, hát đám cưới của Hạ Long không kém gì lối hát của người quan họ Kinh Bắc, và đám cưới của cư dân vạn chài cũng khá đặc biệt vì theo phong tục chỉ được tổ chức trong những ngày rằm. Đây là lúc trên vịnh có trăng sáng, cá ăn tản, người dân chài không đi đánh cá.

## Các tiềm năng của vịnh Hạ Long

### Tiềm năng du lịch, nghiên cứu
Với các giá trị ngoại hạng về cảnh quan và địa chất, địa mạo, lại là trung tâm của khu vực có nhiều yếu tố đồng dạng bao gồm vịnh Bái Tử Long phía Đông Bắc, quần đảo Cát Bà với vịnh Cát Bà và vịnh Lan Hạ phía Tây Nam, vịnh Hạ Long hội tụ những điều kiện thuận lợi để phát triển ngành kinh tế du lịch với loại hình đa dạng. Đến vịnh Hạ Long, du khách có thể tham gia các hoạt động nghiên cứu khoa học, tham quan ngắm cảnh, tắm biển, bơi thuyền, thả dù, lặn khám phá rặng san hô, câu cá giải trí. Hiện nay, khách đến vịnh Hạ Long chủ yếu tham quan ngắm cảnh, tắm biển và bơi thuyền. Các loại hình du lịch du thuyền tại vịnh Hạ Long bao gồm tham quan vịnh ban ngày, đi tour buổi chiều ngắm hoàng hôn trên vịnh, du thuyền đêm để ngắm cảnh vịnh về đêm kết hợp với câu cá mực, thậm chí có thể tự chèo thuyền để khám phá vịnh. Trong những năm tới, ngành du lịch sẽ mở thêm nhiều tuyến điểm tham quan và tăng thêm nhiều loại hình du lịch khác. Hiện nay, Quảng Ninh là một trong những điểm du lịch lớn nhất cả nước.
Quá trình đô thị hóa thành phố Hạ Long đang diễn ra mạnh mẽ về mọi mặt là một tiền đề vững chắc để phát triển du lịch. Hiện thành phố Hạ Long có khoảng 300 khách sạn từ 1 sao đến 5 sao với 4500 phòng nghỉ và nhiều khách sạn mini cơ bản đáp ứng được nhu cầu của khách du lịch. Sự tăng trưởng về số lượng khách ở Hạ Long được đánh giá là nhanh nhất ở Việt Nam trong những năm gần đây. Năm 1996, vịnh Hạ Long đón 236 lượt khách, thì năm 2003 vịnh Hạ Long đón tới 1.306.919 lượt khách. Năm 2005, lượng khách đến vùng vịnh ước đạt 1,5 đến 1,8 triệu, và đến năm 2010 dự đoán vịnh Hạ Long sẽ là điểm đón tiếp 5-6 triệu lượt khách. Tuy nhiên, đã không đạt được.
Là một trong 2 vịnh biển đẹp nhất Việt Nam bên cạnh vịnh Nha Trang, vịnh Hạ Long là nơi thường xuyên đón tiếp các tàu du lịch quốc tế chọn làm điểm dừng tham quan.

### Tiềm năng cảng biển và giao thông thủy
Bên đặc điểm là vịnh kín ít chịu tác động của sóng gió, vịnh Hạ Long cũng có hệ thống luồng lạch tự nhiên dày đặc và cửa sông ít bị bồi lắng. Điều kiện thuận lợi này cho phép xây dựng hệ thống giao thông cảng biển lớn bên cạnh cảng nước sâu Cái Lân (Hạ Long) và Cửa Ông (Cẩm Phả). Ngoài ra, Quảng Ninh còn có một hệ thống cảng phụ trợ như: Mũi Chùa, Vạn Gia, Nam Cầu Trắng. Mục tiêu đến năm 2010 sẽ xây dựng hoàn chỉnh cảng Cái Lân với 7 cầu cảng, công suất hơn 14 triệu tấn cho phép tiếp nhận tàu trọng tải trên 5 vạn tấn.

### Tiềm năng thủy hải sản
Vùng biển Quảng Ninh nói chung và vùng biển vịnh Hạ Long nói riêng chứa đựng nhiều hệ sinh thái có giá trị đa dạng sinh học, trữ lượng hải sản lớn. Vùng vịnh thích hợp cho việc nuôi trồng và đánh bắt hải sản do có các điều kiện thuận lợi: khí hậu tốt, diện tích bãi triều lớn, nước trong, ngư trường ven bờ và ngoài khơi có trữ lượng hải sản cao và đa dạng với cá song, cá giò, sò, tôm, bào ngư, trai ngọc các loại.

### Vấn đề tổ chức
Tuy thế, gần đây vịnh Hạ Long bị phản ánh trên các phương tiện truyền thông vì nạn "chặt chém", chất lượng dịch vụ kém, buông lỏng quản lý, gây ấn tượng xấu với du khách và sự đô thị hóa làm hại thắng cảnh thiên nhiên và tình trạng ô nhiễm môi trường, ô nhiễm dầu đáng quan ngại ở vịnh Hạ Long.

## Di sản Việt Nam và thế giới

### Di sản quốc gia Việt Nam
Năm 1962, vịnh Hạ Long được Bộ Văn hóa-Thông tin Việt Nam xếp hạng di tích danh thắng cấp quốc gia với diện tích 1553 km² bao gồm 1969 hòn đảo.
Các đảo trong vùng vịnh Hạ Long được quy hoạch là khu bảo tồn các di tích văn hoá-lịch sử và cảnh quan quốc gia, theo Quyết định Số 313/VH-VP của Bộ Văn hoá-Thông tin Việt Nam ngày 28 tháng 4 năm 1962 (ADB 1999). Các đảo này cũng có trong danh sách các khu rừng đặc dụng theo Quyết định Số 194/CT, ngày 9 tháng 8 năm 1986 của Chủ tịch Hội đồng Bộ trưởng (nay là Thủ tướng Chính phủ).
Năm 1995, vịnh Hạ Long, cùng với đảo Cát Bà, được Phân viện Hải dương học Hải Phòng đề nghị đưa vào danh sách hệ thống các khu bảo tồn biển.
Năm 1999, Ngân hàng Phát triển châu Á (ADB 1999) đề xuất thành lập một khu bảo vệ có tên là Khu cảnh quan thiên nhiên vịnh Hạ Long rộng 155.300 ha, tuy nhiên hiện nay vẫn chưa thực hiện được.

### Di sản thế giới lần 1: giá trị thẩm mỹ
Ngày 21 tháng 12 năm 1991 Chính phủ Việt Nam cho phép xây dựng hồ sơ về cảnh quan vịnh Hạ Long để trình lên Hội đồng Di sản Thế giới xét duyệt di sản thiên nhiên thế giới. Năm 1993, hồ sơ khoa học về vịnh Hạ Long được hoàn tất và chuyển đến UNESCO để xem xét. Trong quá trình hoàn chỉnh hồ sơ, UNESCO lần lượt cử các đoàn chuyên gia đến Quảng Ninh khảo sát, hướng dẫn, nghiên cứu, thẩm định hồ sơ tại chỗ. Hồ sơ vịnh Hạ Long được chấp nhận đưa vào xem xét tại hội nghị lần thứ 18 của Hội đồng Di sản Thế giới.
Ngày 17 tháng 12 năm 1994, trong kỳ họp thứ 18 tại Phuket, Thái Lan, Ủy ban Di sản Thế giới đã công nhận vịnh Hạ Long vào danh mục di sản thiên nhiên thế giới với giá trị ngoại hạng toàn cầu về mặt thẩm mĩ (tiêu chí VII), theo tiêu chuẩn của Công ước Quốc tế về bảo vệ Di sản tự nhiên và văn hóa của thế giới.

### Di sản thế giới lần 2: giá trị địa chất địa mạo
Đầu năm 1998, Ban Quản lý vịnh Hạ Long đã đề nghị TS. Trần Đức Thạnh ở Phân Viện Hải dương học tại Hải Phòng (nay là Viện Tài nguyên và Môi trường biển thuộc Viện Hàn lâm Khoa học và Công nghệ Việt Nam) tiến hành nghiên cứu và đánh giá các giá trị địa chất và khả năng trình UNESCO công nhận vịnh Hạ Long là di sản Thế giới theo tiêu chí địa chất học. Kết quả nghiên cứu [4] cho thấy tính khả thi cao của việc trình UNESCO công nhận Di sản Địa chất vịnh Hạ Long và cần phải nghiên cứu bổ sung chi tiết về địa mạo karst.
Tháng 9 năm 1998, theo đề nghị của Ban quản lý vịnh Hạ Long và IUCN, Tiến sĩ Tony Waltham, chuyên gia địa chất học, trường Đại học Trent Nottingham đã tiến hành nghiên cứu địa mạo vùng đá vôi karst vịnh Hạ Long với sự trợ giúp của TS.Trần Đức Thạnh. Tiến sĩ Waltham Tony đã gửi bản báo cáo về giá trị địa mạo karst vịnh Hạ Long tới UNESCO tại Paris, Văn phòng IUCN tại Thụy Sĩ và Hà Nội, đồng gửi Ban quản lý vịnh Hạ Long. Ngày 25 tháng 2 năm 1999, sau khi nhận được báo cáo của Tiến sĩ Tony Waltham, UNESCO đã gửi thư tới Ủy ban Nhân dân tỉnh Quảng Ninh, Ủy ban quốc gia UNESCO Việt Nam và Ban quản lý vịnh Hạ Long yêu cầu xúc tiến việc chuẩn bị hồ sơ trình UNESCO công nhận về giá trị địa chất, địa mạo vùng đá vôi vịnh Hạ Long.
Tới tháng 7 năm 1999, hồ sơ trình Hội đồng Di sản Thế giới để công nhận vịnh Hạ Long về giá trị địa chất với tư vấn khoa học của TS.Trần Đức Thạnh đã hoàn tất và được gửi đến Trung tâm Di sản thế giới tại Paris. Tháng 12 năm 1999 tại hội nghị lần thứ 23 Hội đồng Di sản Thế giới họp tại Thành phố Marrakech của Maroc, Hội đồng Di sản Thế giới đã đưa việc thẩm định hồ sơ để công nhận giá trị địa chất vịnh Hạ Long vào năm 2000. Tháng 3 năm 2000 Giáo sư Erery Hamilton Smith, chuyên gia của tổ chức IUCN được cử đến Hạ Long để thẩm định. Tháng 7 năm 2000, kỳ họp giữa năm của Trung tâm Di sản thế giới tại Paris đã chính thức đề nghị Ủy ban Di sản Thế giới công nhận vịnh Hạ Long là Di sản thế giới bởi giá trị toàn cầu về địa chất, địa mạo, theo tiêu chuẩn VIII của UNESCO "là ví dụ nổi bật đại diện cho các giai đoạn của lịch sử Trái Đất, bao gồm bằng chứng sự sống, các tiến triển địa chất đáng kể đang diễn ra trong quá trình diễn biến của các kiến tạo địa chất hay các đặc điểm địa chất và địa văn".
Ngày 2 tháng 12 năm 2000, căn cứ Công ước Quốc tế về bảo vệ Di sản văn hóa và thiên nhiên thế giới và kết quả xét duyệt hồ sơ địa chất vịnh Hạ Long, tại Hội nghị lần thứ 24 của Hội đồng Di sản Thế giới tại Thành phố Cairns, Queensland, Úc, Hội đồng Di sản Thế giới đã công nhận vịnh Hạ Long là di sản thế giới lần thứ 2 theo tiêu chuẩn (viii) về giá trị địa chất với hai giá trị nổi bật toàn cầu về lịch sử địa chất và địa mạo caxtơ.

### Đề cử di sản thế giới lần thứ 3
Hiện nay, tỉnh Quảng Ninh đang xúc tiến đệ trình UNESCO công nhận vịnh Hạ Long là Di sản thế giới lần thứ 3, dựa trên những giá trị về khảo cổ học và đa dạng sinh học trong vùng vịnh.

### Bình chọn trong Bảy Kì quan Thiên nhiên Mới của Thế giới
Trong 4 năm từ 2007-2011, Bộ Văn hóa, Thể thao và Du lịch cùng kết hợp với Bộ Ngoại giao, Bộ Giáo dục và Đào tạo, Bộ Thông tin và Truyền thông, báo Tuổi Trẻ các hội đoàn như Đoàn Thanh niên, Hội Sinh viên v.v... cùng tỉnh Quảng Ninh và nhiều địa phương khác, tổ chức vận động quy mô bầu chọn cho Hạ Long là một trong Bảy Kì quan Thiên nhiên Mới của Thế giới, là một cuộc bình chọn do Tổ chức tư nhân NewOpenWorld (NOWC). Cuộc bình chọn này không phải do Tổ chức Giáo dục, Khoa học và Văn hóa Liên Hợp Quốc tổ chức và kết quả bầu chọn cũng không được tổ chức này công nhận, nên có những dư luận không đồng tình cũng như chỉ trích. Nhưng theo ông Trần Nhất Hoàng, Giám đốc Trung tâm Xúc tiến Văn hóa, Thể thao và Du lịch, thì cuộc thi là "một cơ hội quảng bá cho Việt Nam, Thứ hai nữa là sau khi có danh hiệu, sẽ tiếp tục quảng bá, thu hút thêm nhiều khách du lịch tới Việt Nam thêm nữa". Khi so với việc quảng bá trên kênh truyền thông quốc tế như CNN, BBC, mỗi lần mất khoảng 160.000 USD-200.000 USD (4 tỷ đồng) mà chỉ quảng cáo được trong 1 clip dài 30 giây, thì chi phí vận động là không đáng kể trong khi hiệu quả lại cao hơn nhiều. So với chi phí quảng bá du lịch hàng năm ở các nước cùng khu vực cũng là rất nhỏ, như Malaysia đầu tư 80 triệu USD, Thái Lan 70 triệu USD, và Singapore gần 60 triệu USD.
Lúc 7h ngày 11 tháng 11 năm 2011 nhằm 2h ngày 12 tháng 11 năm 2011 (giờ Việt Nam), vịnh Hạ Long được tổ chức New7Wonders tuyên bố là một trong bảy kỳ quan thiên nhiên thế giới mới sau cuộc kiểm phiếu sơ bộ.

## Vấn đề bảo tồn

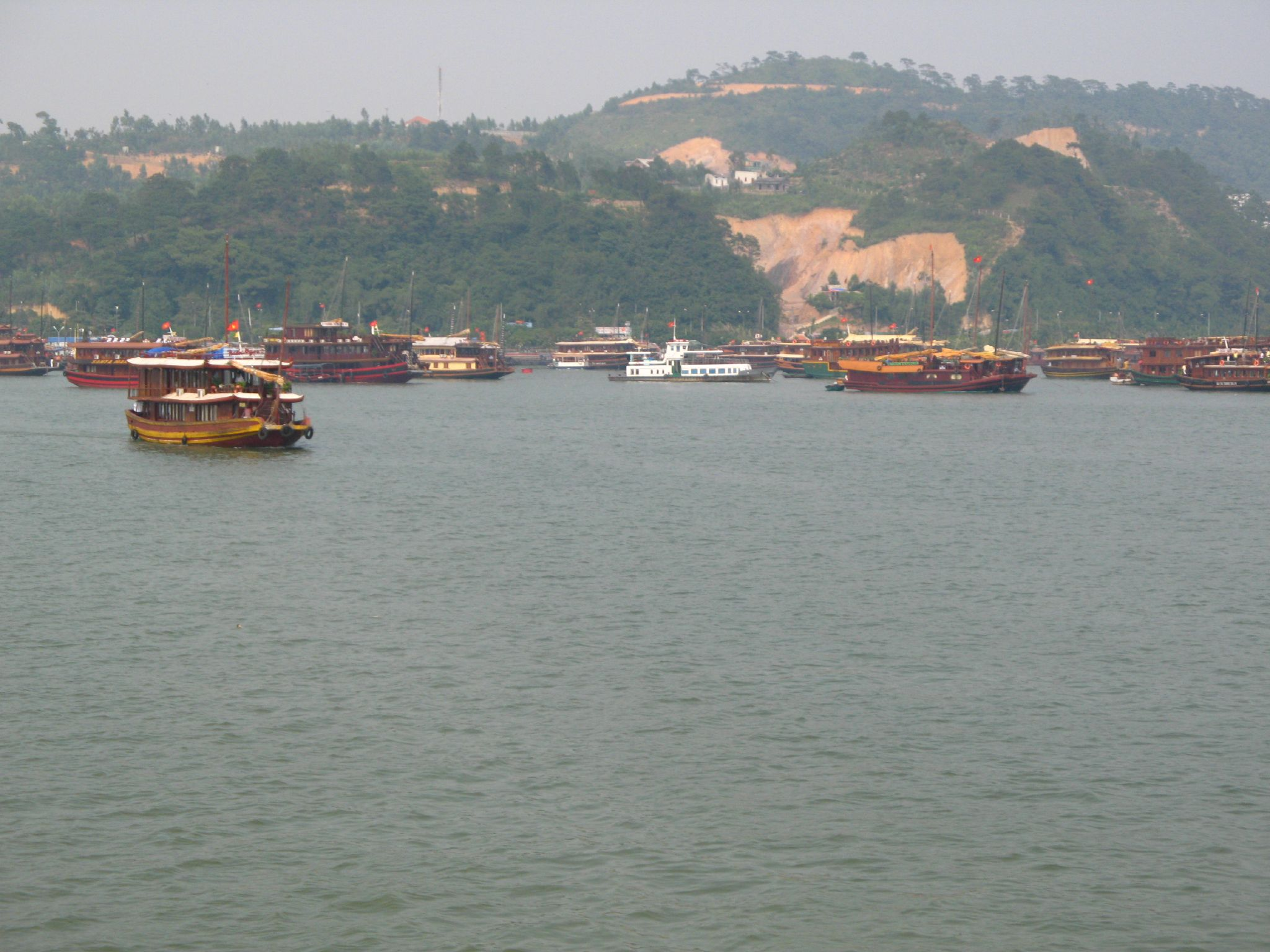
Khai thác du lịch trên vịnh Hạ Long và sự tác động của nó với cảnh quan khu vực

### Tác động của chủ quan và khách quan đối với vùng vịnh
Hạ Long, Hải Phòng và Hà Nội là các Thành phố trung tâm quan trọng của sự phát triển kinh tế ở miền Bắc Việt Nam. Sự phát triển kinh tế của các khu đô thị này, cùng với sự vươn lên nhanh chóng của các khu vực phía Nam Trung Quốc kể cả Hồng Kông, đều dẫn đến sự gia tăng về sức ép của con người tới vịnh Hạ Long. Khu vực ven biển tỉnh Quảng Ninh và Thành phố Hải Phòng hiện có mức tăng trưởng rất nhanh về sự phát triển cơ sở hạ tầng, đặc biệt về mặt giao thông, tàu biển, khai thác than và các ngành du lịch, dịch vụ. Từ năm 1999, Ngân hàng phát triển châu Á (ADB) đã cảnh báo rằng việc xây dựng cảng mới ở vùng vịnh Hạ Long có thể dẫn đến sự gia tăng về giao thông đường biển trong khu vực, và phát triển cơ sở hạ tầng của du lịch sẽ là các mối đe dọa đối với vịnh. Ô nhiễm do chất thải công nghiệp, sự khai thác và đánh bắt tận diệt thủy sản cũng mang lại những đe dọa nghiêm trọng. Có những ý kiến cho thấy cần tiếp tục xem xét một cách thận trọng về sự phát triển trong vùng vịnh thông qua cơ cấu quản lý vì các giá trị quan trọng về mặt môi trường cho toàn vùng.
Hiện nay, sự phát triển mở rộng đô thị và sự gia tăng dân số cơ học, việc xây dựng bến cảng và nhà máy; các hoạt động du lịch và dịch vụ, rác thải trong sinh hoạt và chế xuất, hoạt động đánh bắt và nuôi trồng thủy sản đã không chỉ còn là nguy cơ, mà sự ô nhiễm môi trường và sự biến đổi cảnh quan của vịnh Hạ Long đã ở mức báo động. Do ô nhiễm, tình trạng những bãi san hô ở đáy biển sâu của vịnh Hạ Long đang trụi dần đi mà gần đây các nhà môi trường Việt Nam mới phát hiện ra. Mặt nước trong xanh của vịnh đang ngày càng đục dần, bồi lắng khiến các nhà khoa học lên tiếng cảnh báo nguy cơ vịnh Hạ Long có thể bị "đầm lầy hóa". Thêm vào đó, do khu vực vịnh Hạ Long có hàng ngàn hòn đảo mà phần lớn là núi đá vôi, nguồn nguyên liệu xây dựng tốt lại thuận tiện cho khai thác nên rất dễ bị tư nhân lợi dụng, gây biến dạng cảnh quan.
Ở một khía cạnh khác, biến đổi khí hậu toàn cầu với mực nước biển dâng cao sẽ tác động mạnh tới cảnh quan, hệ thống đảo, hang động và đa dạng sinh học của vịnh mà Việt Nam chưa đủ nhân lực, vật lực để sẵn sàng ứng phó.
Về văn hóa cộng đồng, một vấn đề mà nhiều du khách quốc tế đã phàn nàn là ý thức về bảo vệ môi trường di sản của khách du lịch và của cộng đồng địa phương còn chưa cao, chưa xây dựng được hình ảnh, thương hiệu du lịch Hạ Long hiện đại, văn minh và lịch sự. Vẫn còn hiện tượng người ăn xin đeo bám khách du lịch, ảnh hưởng tới môi trường du lịch của di sản. Việc giáo dục, tuyên truyền để nâng cao nhận thức trong mỗi người dân; sự hạn chế các khu lưu trú nghỉ dưỡng trên các đảo; nỗ lực kiểm soát theo tiêu chuẩn du lịch sinh thái và quy định bảo tồn di sản đối với cả mặt nước vùng đệm của di sản, đang là những vấn đề lớn đặt ra nhiều thách thức với chính quyền địa phương. Các nhũ đá trong hệ thống các hang động của di sản vịnh Hạ Long đang bị đập phá, cưa trộm, mang về bán cho những người muốn dùng để trang trí hòn non bộ (2016). Một số hang động còn bị đổ bê tông lên nền hang để lấy nơi bày bàn tiệc. Thêm vào đó, hoạt động của các thuyền chài và du khách cũng tạo ra nguồn rác thải gây ô nhiễm mà chính quyền còn chưa thể xử lí triệt để.

### Công tác bảo tồn
Trong những động thái nhằm ngăn chặn sự tác động tiêu cực của con người đến thiên nhiên vùng vịnh Hạ Long, chính quyền tỉnh Quảng Ninh đã cấm các loại xuồng máy cao tốc phục vụ du khách trong khu vực vịnh để bảo vệ môi trường và đa dạng sinh học trong vùng vịnh. Ngoài ra, tỉnh Quảng Ninh cũng thực hiện di dời các hộ dân sinh sống trên các vạn chài vào đất liền để bảo vệ môi trường nước của vịnh Hạ Long; đồng thời cấm bốc dỡ than đá trong khu vực di sản để chống ô nhiễm bụi than và bùn than cho vịnh theo khuyến cáo của UNESCO. Tại vịnh, một số người dân đã có ý thức tự nguyện giữ gìn cảnh quan, thông qua việc lập tổ hợp tác tự nguyện thu gom và xử lý rác thải. Từ ngày 1 tháng 9 năm 2019, UBND thành phố Hạ Long nghiêm cấm việc dùng sản phẩm từ nhựa sử dụng một lần trên vịnh. Đây là một động thái quyết liệt, quan trọng nhằm bảo tồn môi trường vịnh.
Sự tương đồng về cảnh quan, địa chất địa mạo, đa dạng sinh học, cũng như những giá trị văn hóa, khảo cổ của toàn vùng, bao gồm không chỉ vịnh Hạ Long mà còn cả quần đảo Cát Bà và vùng biển đảo vịnh Bái Tử Long khiến những nghiên cứu khoa học địa chất, khảo cổ, văn hóa, và những hoạt động du lịch, khai thác hải sản v.v. không còn bó hẹp trong phạm vi vùng vịnh. Đã có những ý kiến cho rằng cần xem xét việc mở rộng ngoại biên của khu vực bảo tồn, không chỉ giới hạn trong diện tích nhỏ hẹp của vùng vịnh Hạ Long hiện nay mà còn bao quát cả vùng biển đảo có những yếu tố đồng dạng, kéo dài từ Quần đảo Cát Bà lên sát biên giới Việt Trung. Với chiều dài khoảng 300 km và chiều rộng khoảng 60 km, toàn bộ khu vực này có thể được nhìn nhận và bảo tồn như một vùng sinh thái đặc biệt về biển của Việt Nam.

## Vịnh Hạ Long trong thi ca

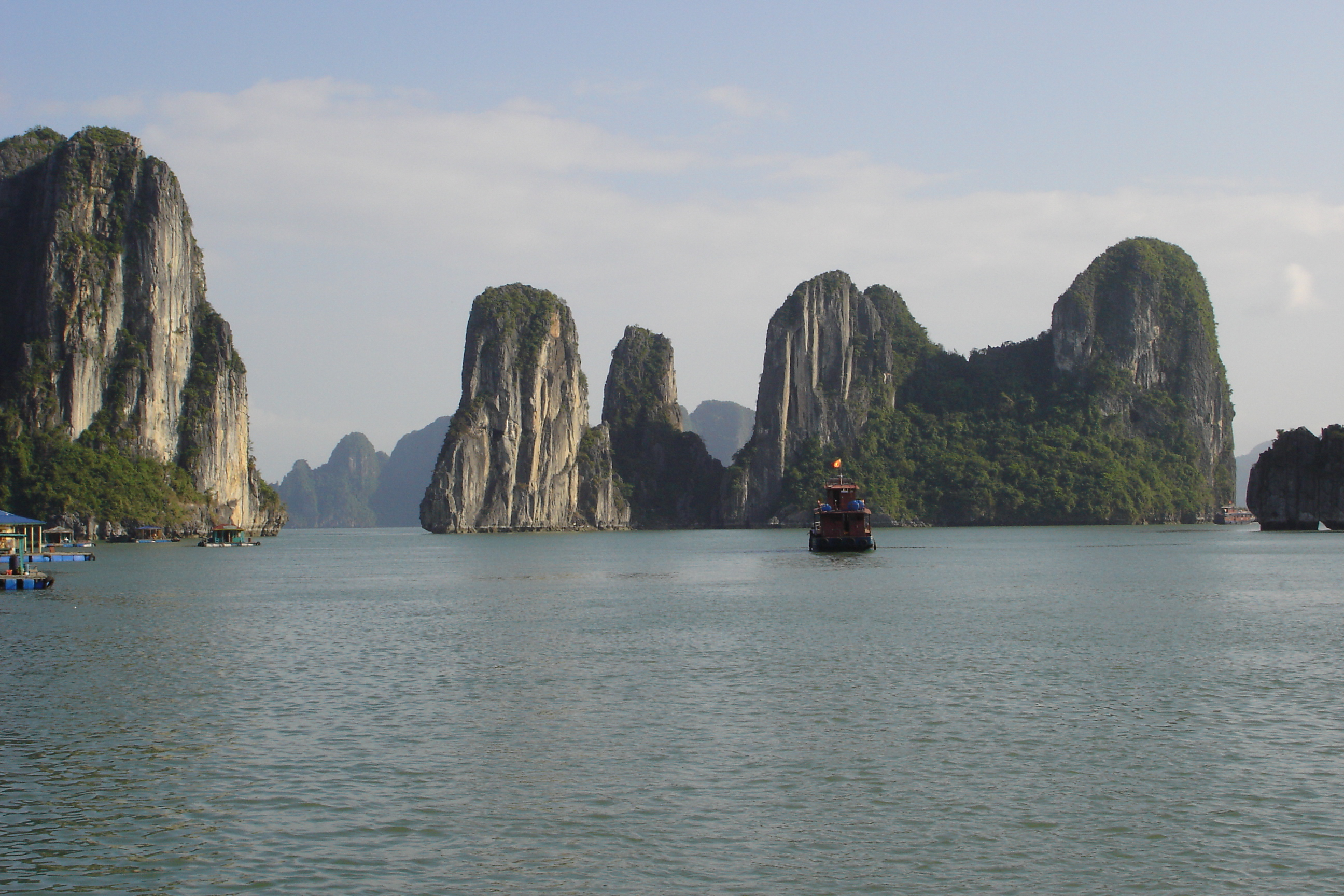
Biển, trời, đảo giao hòa hùng vĩ và nên thơ là đề tài bất tận cho thi ca

Cách đây hơn 5 thế kỷ, Nguyễn Trãi đi ngang qua khu vực này và lần đầu tiên ca ngợi vịnh Hạ Long là kỳ quan, khi viết trong bài "Lộ nhập Vân Đồn":
Lộ nhập Vân Đồn san phục san
Thiên khôi địa khiết phó kỳ quan
(Đường tới Vân Đồn lắm núi sao!
Kỳ quan đất dựng giữa trời cao)
Vua Lê Thánh Tông đề trên vách đá Núi Bài Thơ năm 1468:
Cự lẫm uông dương triều bách xuyên
Loạn sơn kì bố bích liên thiên
Tráng tâm sơ cảm hàm tam cổ
Tín thủ dao đề tốn nhị quyền
Thần bắc khu cơ sân hổ lữ
Hải Đông phong toại tức lang yên
Thiên nam vạn cổ sơn hà tại
Chính thị tu văn yển vũ niên
Năm 1729, chúa Trịnh Cương cũng có những vần thơ ứng tác trước vẻ đẹp của Hạ Long:
Minh bộ vô nhai hối tổng xuyên
Sơn liên tiêu thủy, thủy man thiên

Bể lớn mênh mông họp cả con con sông lại,
Núi lấp loáng bóng nước, nước lênh láng lưng trời.
Trong số thơ chữ Nho của Hồ Xuân Hương có bài "Độ Hoa Phong" vịnh cảnh Hạ Long:
| 渡華封 片帆無急渡華封 硝壁丹崖出水中 水勢每隨山面轉 山形斜靠水門通 魚龍雜處秋烟薄 鷗鷺齊飛日照紅 玉洞雲房三百六 不知誰是水晶宫 | Độ Hoa Phong Phiến phàm vô cấp độ Hoa Phong Tiêu bích đan nhai xuất thủy trung Thủy thế mỗi tùy sơn diện chuyển Sơn hình tà kháo thủy môn thông Ngư long tạp xử thu yên bạc Âu lộ tề phi nhật chiếu hồng Ngọc động vân phòng tam bách lục Bất tri thùy thị Thủy Tinh cung | dịch thơ của Hoàng Xuân Hãn Lá buồm thủng thỉnh vượt Hoa Phong Đá dựng bờ son dựng giữa dòng Dáng nước lần theo chân núi chuyển Mình lèn nghiêng để lối duềnh thông Cá rồng lẫn nấp nơi thu nhạt Âu, lộ cùng bay bóng xế hồng Băm sáu phòng mây cùng động ngọc Đâu nào là cái Thủy Tinh cung? |

Hình ảnh Hạ Long cũng xuất hiện trong thơ của những nhà thơ hiện đại, như Xuân Diệu:
Đây bản thảo tạo vật còn nặn dở...
Đá thuở trước khổng lồ chơi ném thử.
Không chỉ cảnh đẹp của Hạ Long, nguồn tài nguyên phong phú ở đây cũng là đề tài cho thi ca. Huy Cận viết trong bài Đoàn thuyền đánh cá:
Cá nhụ, cá chim cùng cá đé,
Cá song lấp lánh đuốc đen hồng
Cái đuôi em quẫy trăng vàng chóe
Đêm thở sao lùa nước Hạ Long?

## Hình ảnh

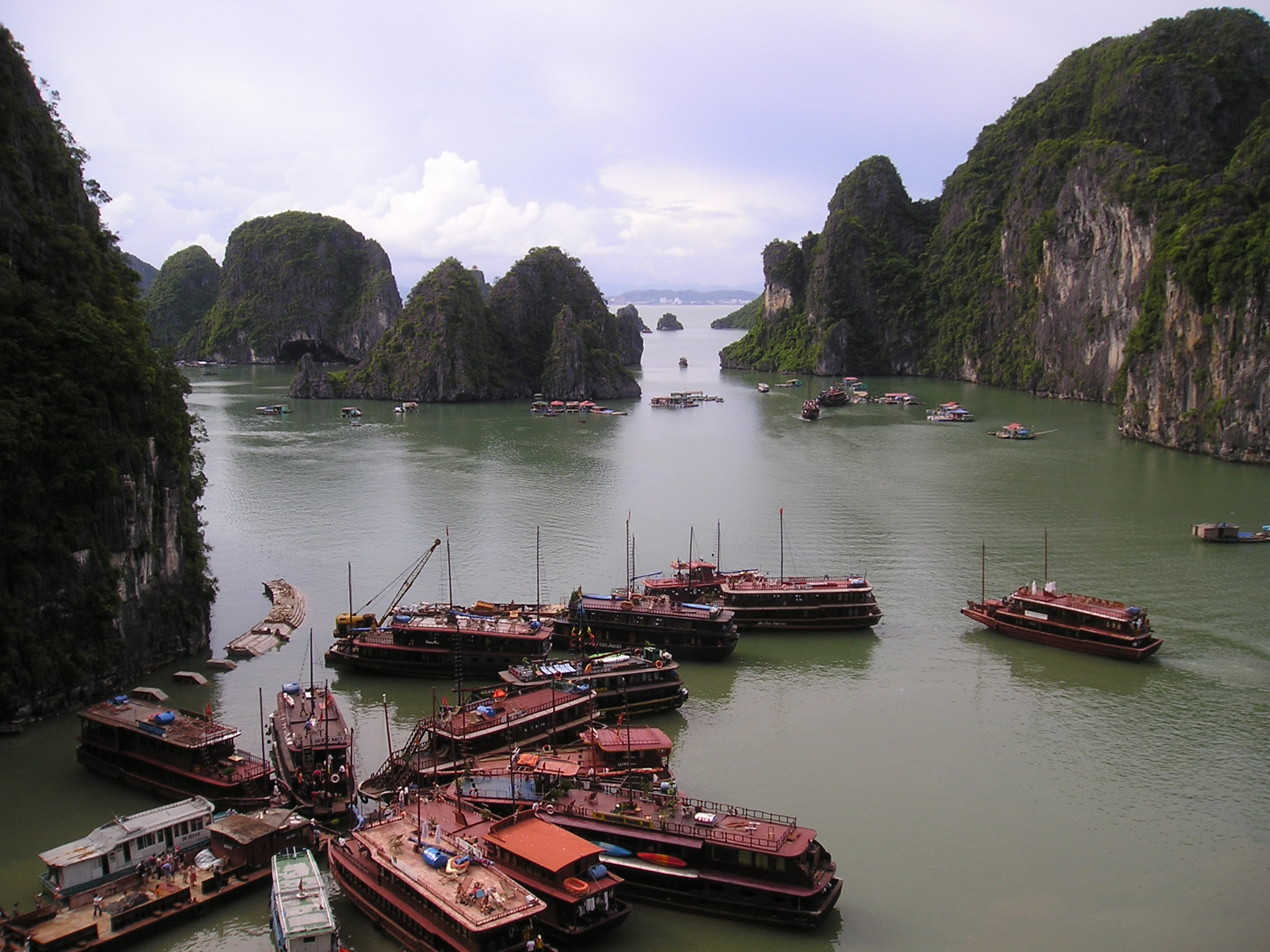
Một phần của vịnh Hạ Long
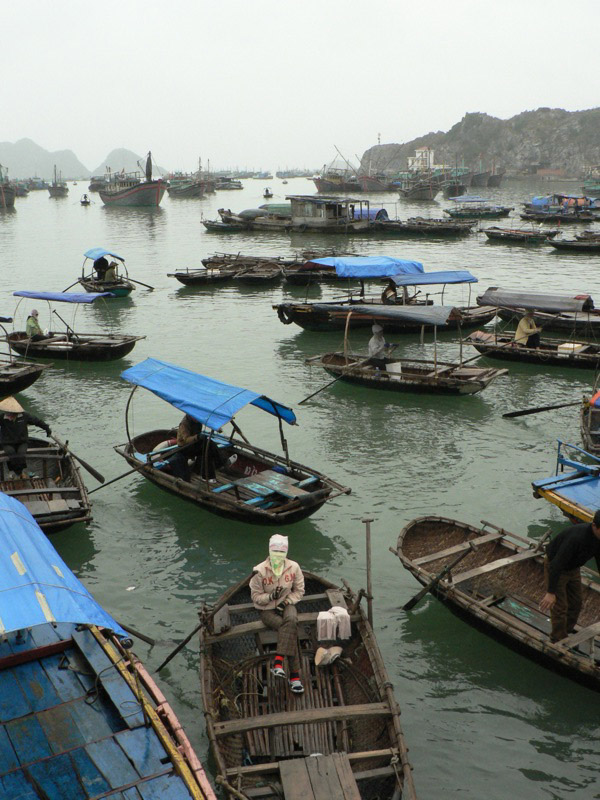
Vạn chài trên Vịnh
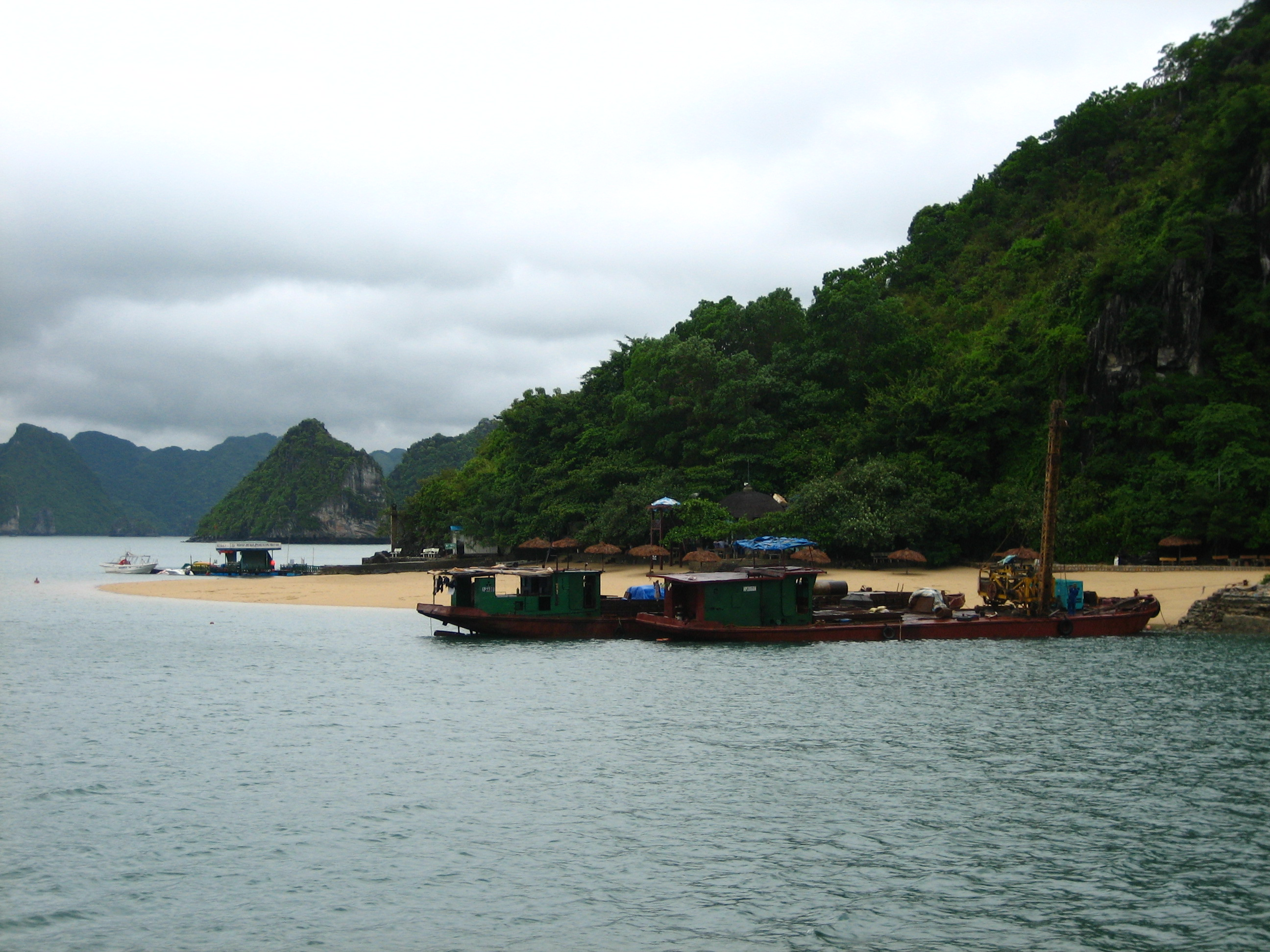
Bãi tắm và bến tàu trên đảo Ti Tốp
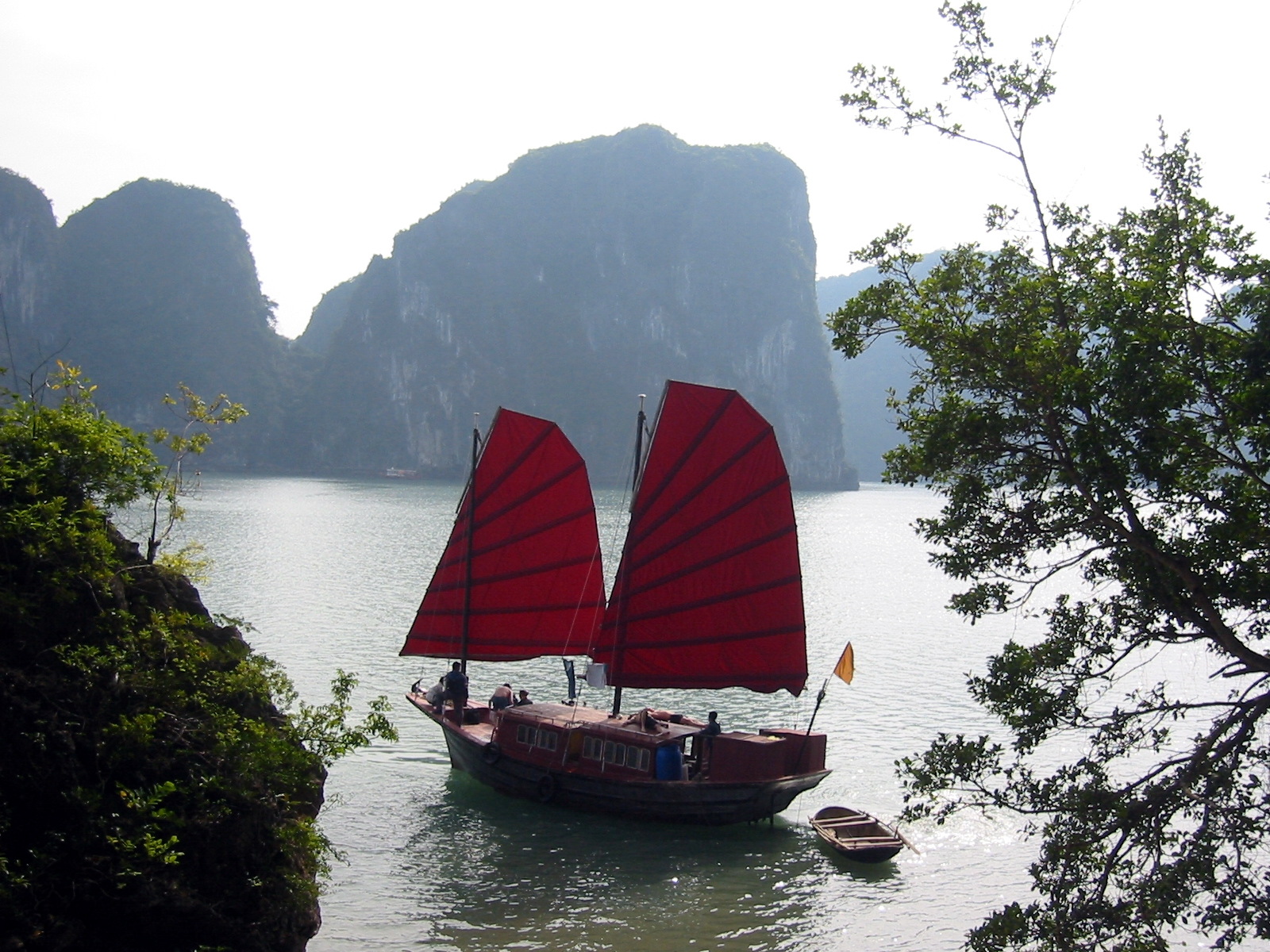
Thuyền buồm du lịch trên vịnh
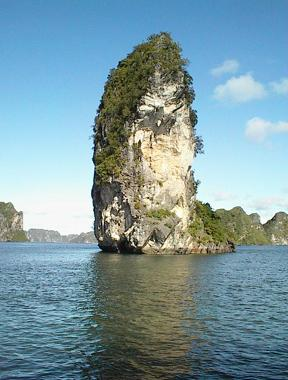
Hòn Cánh Buồm
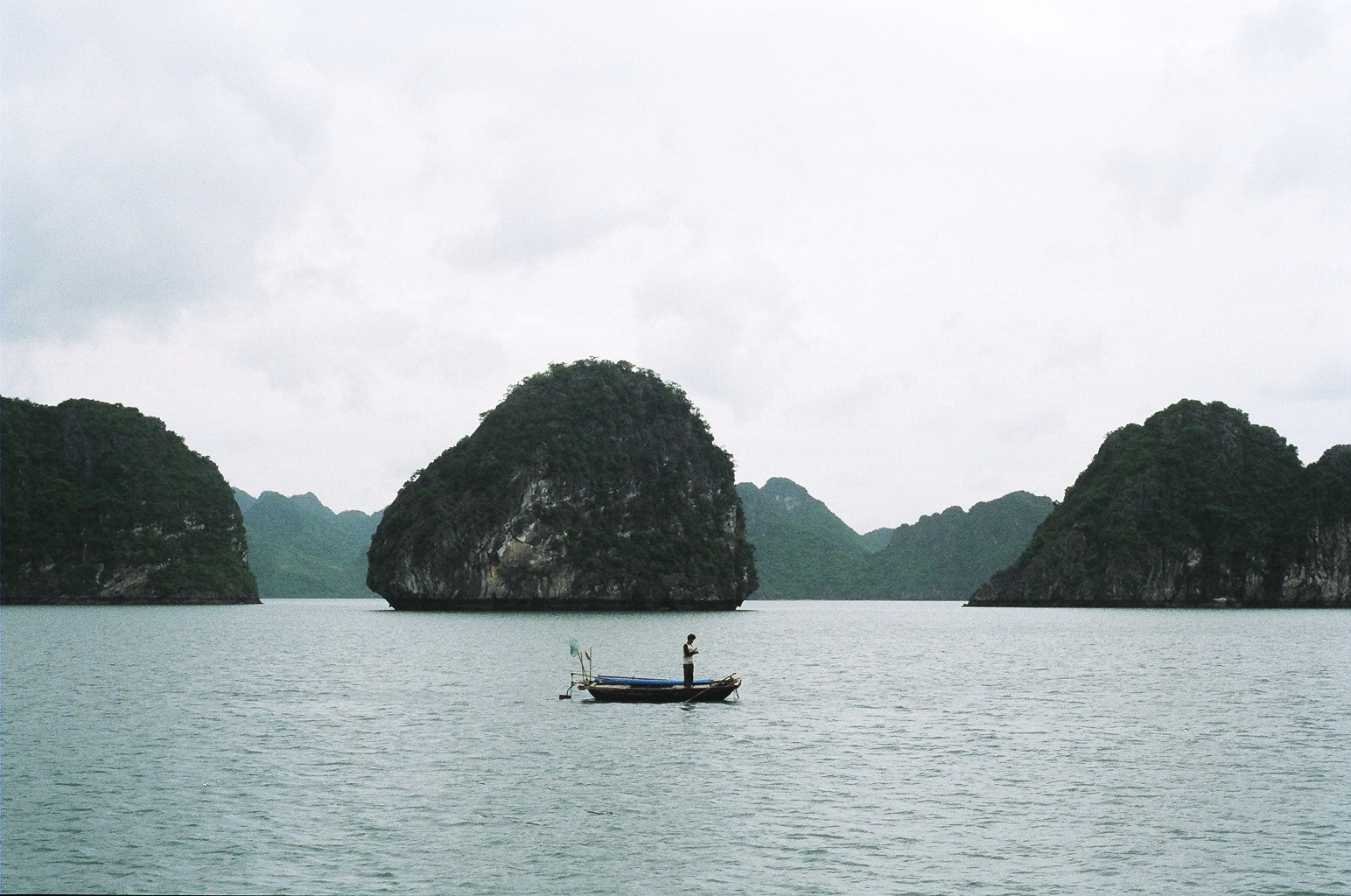
Kiến tạo địa chất kiểu Phong Linh với các đỉnh tách rời nhau
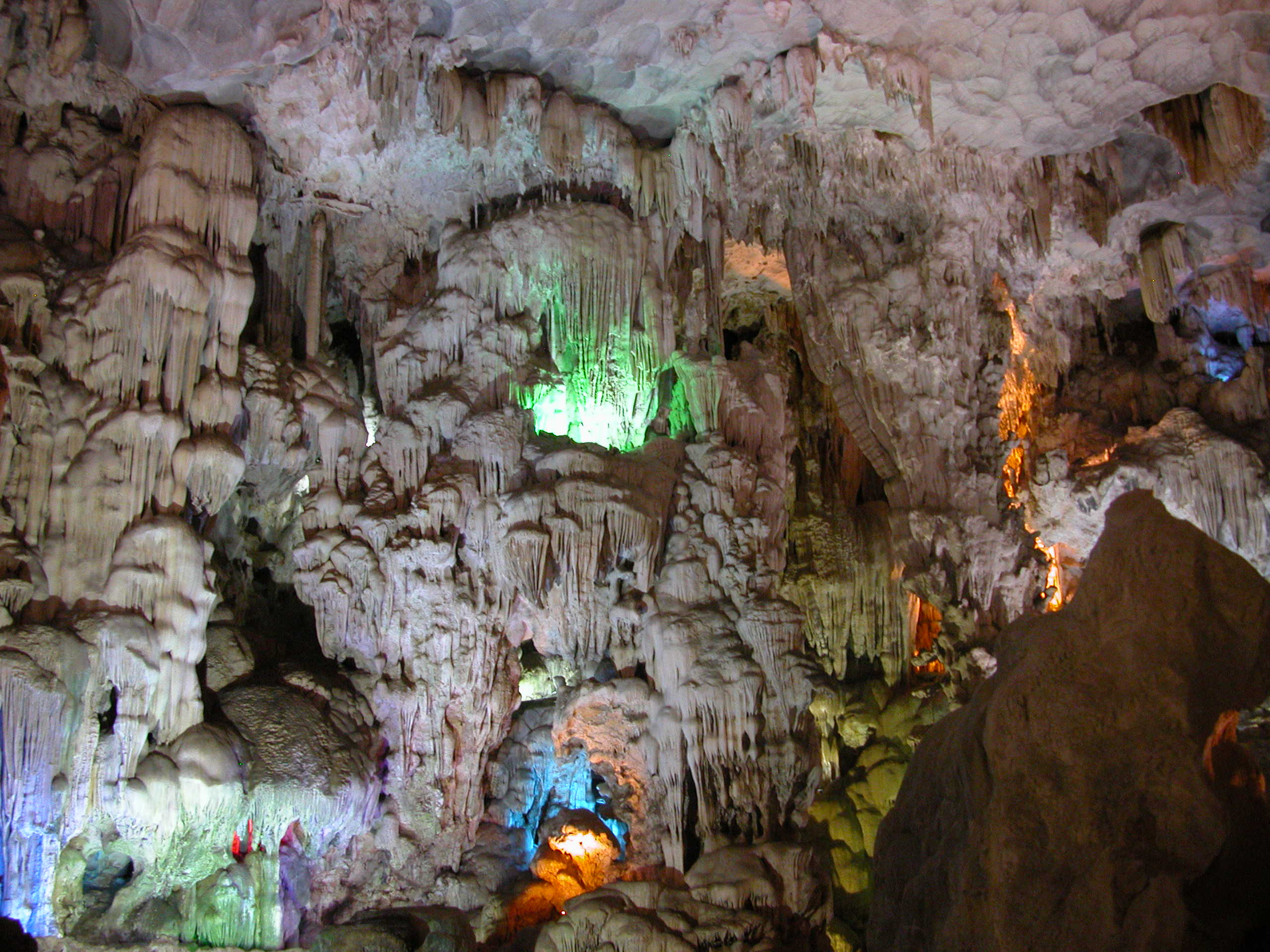
Nhũ đá trong động Thiên Cung
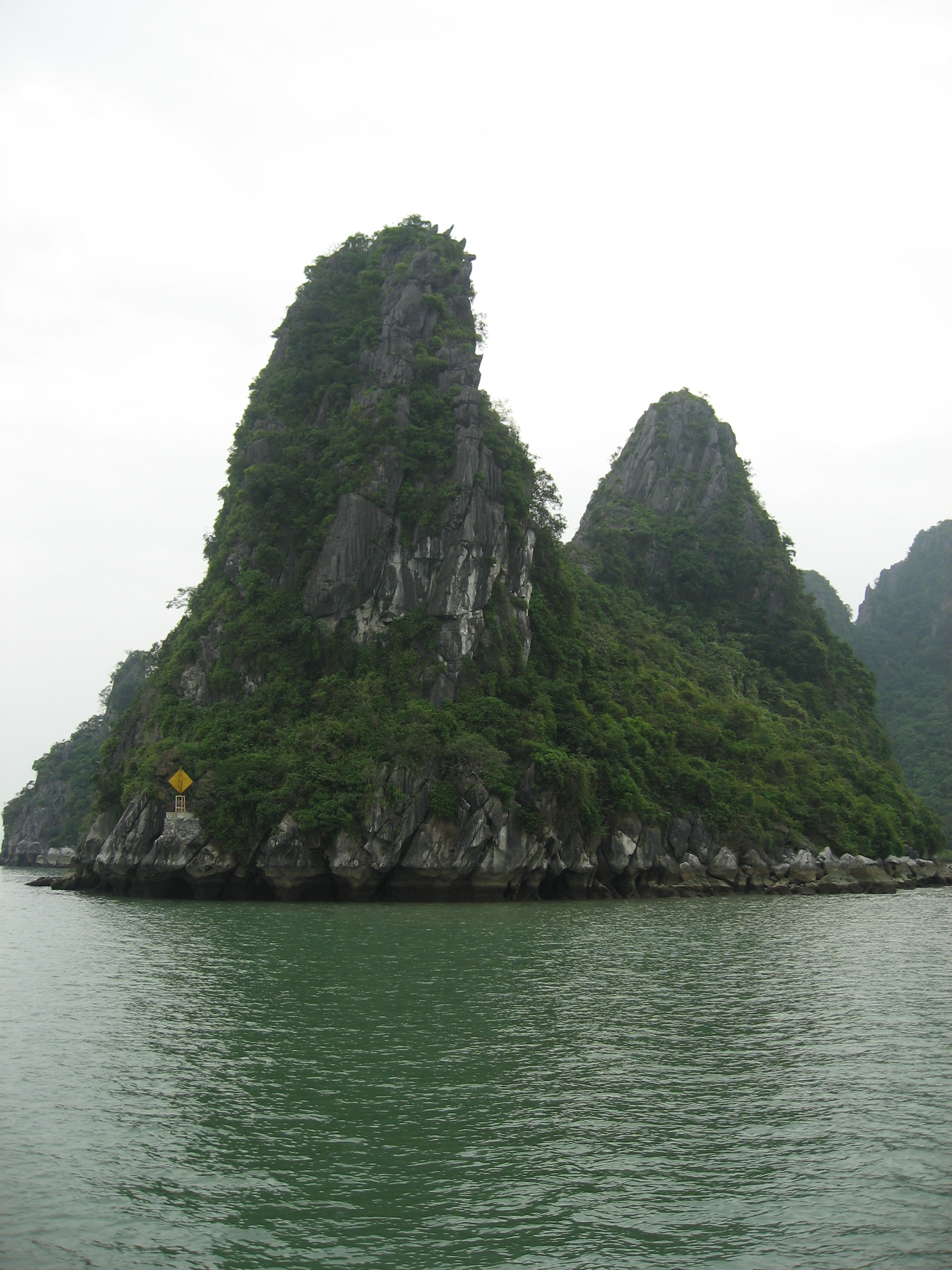
Những đảo đá có hình thù kỳ lạ và đẹp mắt